# Diego Armando Maradona
Diego Armando Maradona (Lanús, 30 ottobre 1960 – Tigre, 25 novembre 2020) è stato un calciatore, allenatore di calcio e dirigente sportivo argentino, di ruolo centrocampista, campione del mondo nel 1986 e vicecampione del mondo nel 1990 con la nazionale argentina.
Soprannominato El Pibe de Oro ("il ragazzo d'oro"), è considerato uno dei più grandi calciatori di tutti i tempi.
In una carriera da professionista più che ventennale militò nell'Argentinos Juniors, nel Boca Juniors, nel Barcellona, nel Napoli, nel Siviglia e nel Newell's Old Boys. Con la nazionale argentina partecipò a ben quattro Mondiali (1982, 1986, 1990 e 1994), vincendo da protagonista il torneo del 1986; i 91 incontri disputati e le 34 reti realizzate in nazionale costituirono inizialmente due record, successivamente battuti. Contro l'Inghilterra ai quarti di finale di Messico 1986 segnò una rete considerata il gol del secolo, tre minuti dopo aver segnato un gol con la mano noto come mano de Dios.

Firma di Diego Armando Maradona.

Sebbene non poté mai entrare nelle graduatorie del Pallone d'oro perché fino al 1994 il premio era riservato ai giocatori europei, nel 2016 la rivista francese France Football, in occasione del 60º anniversario del premio, pubblicò una lista rivisitata dei vincitori nominati prima del 1995 nella quale Maradona viene ritenuto vincitore di due edizioni (1986, 1990). Nel 1996 ricevette inoltre dalla stessa rivista il Pallone d'oro alla carriera. Ha comunque ricevuto altri numerosi riconoscimenti individuali: condivise con Pelé il premio ufficiale FIFA come Miglior giocatore del XX secolo, e nel 1993 venne insignito del titolo di miglior calciatore argentino di sempre, tributatogli dalla federazione calcistica dell'Argentina. Nel 2002 fu inserito nella FIFA World Cup Dream Team, selezione formata dai migliori undici giocatori della storia dei Mondiali, ottenendo, tra gli undici della squadra ideale, il maggior numero di voti. Occupa la 2ª posizione nella speciale classifica dei migliori calciatori del XX secolo pubblicata dalla rivista World Soccer e la 5ª posizione in quella stilata dall'IFFHS. Quest'ultima rivista lo ha posizionato inoltre secondo nella classifica dei migliori calciatori sudamericani del XX secolo mentre la FIFA lo ha invece piazzato alla medesima posizione nella classifica dei migliori numeri dieci della storia del calcio, entrambe le volte dietro al solo Pelè. Nel 2004 venne inserito inoltre proprio da quest'ultimo nella FIFA 100, la lista dei 125 migliori calciatori viventi, stilata in occasione del centenario della federazione. Nel 2012 viene premiato come Miglior Calciatore del Secolo ai Globe Soccer Awards e nel 2014 entra a far parte della Hall of Fame del calcio italiano tra i giocatori stranieri.
Tra le figure più controverse e iconiche della storia dello sport per la sua personalità eccentrica e polarizzante dentro e fuori dal campo, fu sospeso due volte dal calcio giocato per uso di prodotti ad azione stimolante: una prima volta per uso di cocaina nel 1991 ed una seconda per positività ai test antidoping, al mondiale degli Stati Uniti 1994, per uso di efedrina, sostanza illegale spesso utilizzata per perdere peso. Commissario tecnico dell'Argentina per un breve periodo alla fine degli anni duemila, dopo il ritiro ufficiale dal calcio nel 1997, Maradona subì un aumento eccessivo di peso (risolto con l'aiuto di un bypass gastrico) e le conseguenze della dipendenza dalla cocaina, dalla quale si liberò dopo lunghi soggiorni in centri di disintossicazione.

## Biografia

### Famiglia e origini

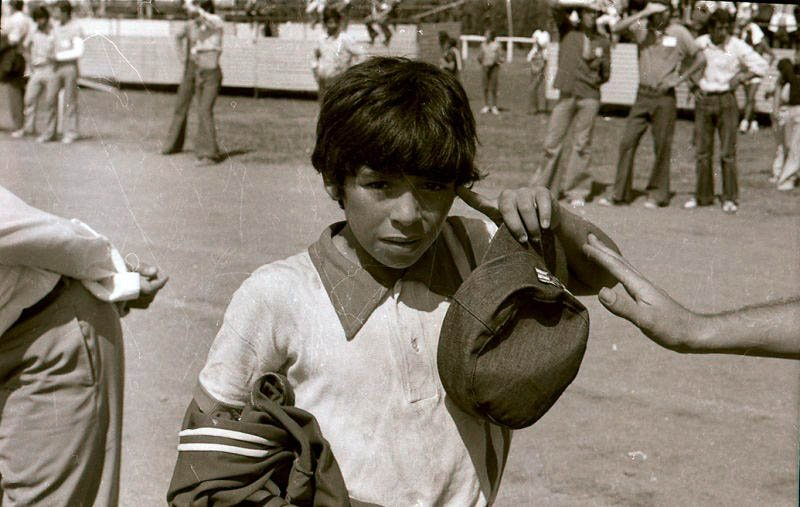
Maradona con la maglia della squadra "Cebollitas" durante il Torneos Evita in Argentina nel 1973

Nacque il 30 ottobre 1960, al Policlínico Evita Hospital di Lanús da Diego Maradona Senior (1928-2015), di etnia guaraní, e Dalma Salvadora Franco (1930-2011), di origini parzialmente italiane e croate (suo nonno materno era Mateo Cariolichi, in croato Matej Kariolić).
Quinto di otto figli, aveva cinque sorelle, di cui quattro maggiori: María Rosa, Rita, Elsa, Ana María e Claudia; oltre a due fratelli Hugo e Raúl (detto Lalo), anch'essi calciatori.

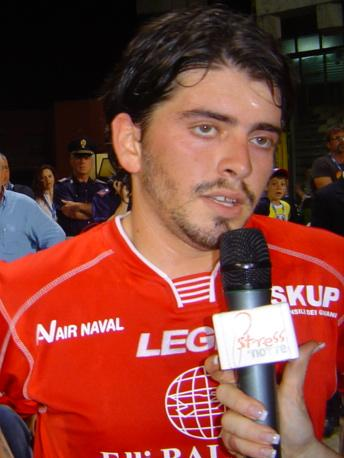
Diego Armando Maradona Junior, primogenito di Maradona, nel 2008

Era padre di cinque figli: Dalma Nerea (1987) e Gianinna Dinorah (1989), nate dal matrimonio con Claudia Villafañe (sposata il 7 novembre 1989 e dalla quale divorziò nel 2004, mantenendo comunque buoni rapporti), Diego Junior (1986), nato dalla relazione con Cristiana Sinagra e riconosciuto da Maradona solo nel 2007 dopo una lunga battaglia legale, Jana (1996), dalla relazione con Valeria Sabalaín e Diego Fernando (2013), nato dalla relazione con Verónica Ojeda.
Nel 2009 divenne nonno per la prima volta a seguito della nascita di Benjamín, figlio della figlia Gianinna e del calciatore Sergio Agüero. In seguito ha avuto altri quattro nipoti: da Diego junior ha avuto Diego Matìas e India Nicole (nati rispettivamente nel 2018 e nel 2019), e da Dalma Roma e Azul (nate rispettivamente nel 2019 e nel 2022).
Oltre a lui ed ai suoi fratelli, anche il figlio Diego jr. è un calciatore, così come lo sono i suoi nipoti Diego Hernán Valeri ed i gemelli Nicolás e Santiago Villafañe.
Nel novembre 2020, nel periodo appena successivo alla sua scomparsa, non meno di sei persone si fecero avanti, tramite vie legali, sostenendo di essere suoi figli biologici, e in taluni casi chiedendo anche la riesumazione della salma per poter procedere al test del DNA.

### Orientamento politico
Durante la sua carriera, Maradona mostrò spesso simpatia per ideologie politiche, spostandosi nel tempo verso sinistra, e sostenendo, nel corso della vita, diversi politici. Il primo fu il peronista liberista di centro-destra Carlos Saúl Menem, seguito dal leader cubano Fidel Castro, con cui strinse una grande amicizia, come dimostravano il tatuaggio di un ritratto di Castro sulla sua gamba sinistra e la dedica da parte sua al rivoluzionario comunista, nella sua autobiografia: Yo Soy El Diego.
A questi, si aggiungono anche il sostegno verso il presidente di ispirazione socialista venezuelano Hugo Chávez, incontrato da Maradona in due occasioni: nel 2005 (al palazzo di Miraflores) e nel 2007 (in occasione della Copa América del 2007), quella verso Cristina Fernández de Kirchner e Ernesto 'Che' Guevara, del quale aveva un tatuaggio sul braccio destro.
(Martin Amis, in un articolo del The Guardian, 2004.)

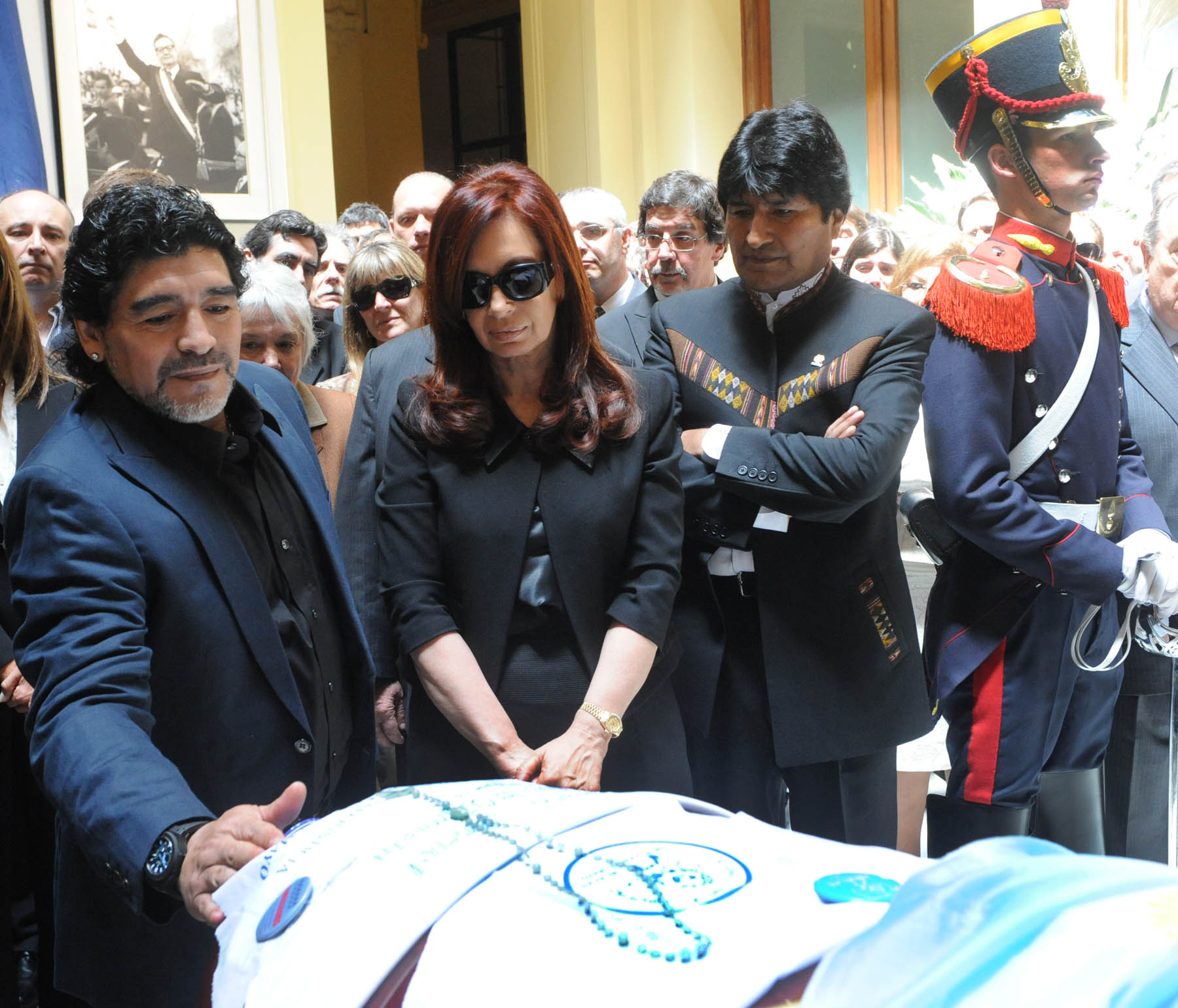
Maradona nel 2010 alla Casa Rosada alle esequie di Néstor Kirchner, assieme alla vedova Cristina e al presidente boliviano Evo Morales.

Maradona provava invece una grande avversione per la Chiesa, in particolare per Giovanni Paolo II, definito nella sua autobiografia "un hijo de pu...", e per l'ex presidente USA George W. Bush, da lui definito "un assassino", dimostrata anche tra il 2005 e il 2007, prima indossando una maglia con su scritto "STOP BUSH", con la S sostituita da una svastica durante una protesta contro il politico repubblicano statunitense,
 poi attraverso varie dichiarazioni:
(Diego Maradona ad Aló Presidente)
Nel 2008, a seguito dell'elezione di Barack Obama, l'avversione di Maradona verso gli Stati Uniti iniziò ad affievolirsi: egli espresse ammirazione verso questo nuovo presidente.

### Problemi giudiziari
Durante la sua vita Maradona fu coinvolto in diversi problemi con la giustizia e controversie legali: il 27 aprile 1991 venne arrestato a Buenos Aires, nella sua casa di Calle Franklin, per detenzione di mezzo chilo di cocaina.
Il fisco italiano nel 2009 l'accusò d'evasione fiscale per un ammontare di 39 milioni di euro, sospendendo tramite Equitalia i pignoramenti presso terzi delle somme di cui risultava creditore, dopo che ebbe esatto soltanto 42.000 euro e pignorato due orologi di lusso e un set di orecchini.

### Problemi di salute
Dai primi anni ottanta fino al 2004, Maradona fu dipendente dalla cocaina: egli ammise, nella sua autobiografia pubblicata nel 2000, di aver iniziato a farne uso nel 1982, quando giocava nel Barcellona. Durante il suo soggiorno a Napoli, il consumo divenne una vera e propria tossicodipendenza, che cominciava ad interferire con la sua capacità di giocare a calcio.
Negli anni successivi al ritiro, a causa degli eccessi con cibo, alcol e cocaina, la sua salute peggiorò progressivamente, costringendolo a diversi ricoveri ospedalieri, interventi chirurgici, oltre a piani di riabilitazione e disintossicazione, tra gli anni duemila e gli anni duemiladieci. A causa del vertiginoso aumento di peso subito all'inizio degli anni duemila, fu costretto a due bypass gastrici, uno nel 2005 e uno nel 2015.
Circolarono alcune notizie riguardo alla sua morte che furono subito smentite, così come le voci precedenti che lo dichiaravano morto in un incidente automobilistico.

### Morte
Il 2 novembre 2020, pochi giorni dopo aver compiuto 60 anni, venne portato d'urgenza in una clinica di La Plata a causa di un crollo emotivo e il 4 novembre, a Buenos Aires, subì una delicata operazione al cervello per la rimozione di un ematoma subdurale di origine traumatica.
Tornato nella sua casa di Tigre per un lungo periodo di convalescenza e di riabilitazione dopo la buona riuscita dell'intervento, morì improvvisamente il 25 novembre per un edema polmonare acuto conseguente a insufficienza cardiaca.
Il feretro venne esposto in una camera ardente allestita all'interno della Casa Rosada a Buenos Aires, dove migliaia di persone si misero in coda per tributare l'ultimo saluto al campione argentino.
I funerali di Stato si tennero due giorni dopo alla Casa Rosada e Maradona fu sepolto accanto ai genitori nel cimitero Jardin Bella Vista di Buenos Aires.
Oltre ad aver innescato molte polemiche, l'improvvisa morte suscitò un grande cordoglio in tutto il mondo, particolarmente in Argentina (dove il presidente Alberto Fernández dichiarò tre giorni di lutto nazionale) e a Napoli, dove si tennero veglie per strada durante la notte seguente. Migliaia di tifosi sfilarono per il centro della città fino ad arrivare in piazza del Plebiscito, dove venne allestito uno spettacolo con fumogeni rossi. Contemporaneamente, il tifo organizzato si ritrovò all'esterno dello Stadio San Paolo, che rimase illuminato per tutta la notte in suo omaggio. Il giorno dopo, il sindaco di Napoli Luigi de Magistris annunciò la decisione di intitolare lo stadio a Maradona (avvenuta il 4 dicembre seguente), in concomitanza con la decisione della Federazione argentina di intitolargli la neonata Copa de la Liga Profesional. Altre commemorazioni in suo onore furono predisposte da UEFA e FIGC, che decisero per il lutto al braccio ed un minuto di silenzio prima delle gare di Champions League, Europa League e Serie A.
Nei giorni successivi molti suoi ex-compagni di squadra del Napoli e della Nazionale argentina lo ricordarono commossi per la sua grande umanità e generosità. Anche avversari storici come Franco Baresi, Riccardo Ferri e Michel Platini tributarono il loro rispetto per lui. Bruno Conti si recò a Napoli per posare dei fiori ai piedi del famoso murale sito in una piazzetta dei Quartieri Spagnoli. Pelé gli dedicò una lettera aperta pubblicata tramite Instagram: "Sarai sempre un grande amico, con un cuore ancora più grande." Lionel Messi volle omaggiare Maradona, in occasione del gol realizzato nella sfida del 29 novembre contro l'Osasuna, mostrando la maglia del Newell's Old Boys, la squadra che Messi tifa fin da bambino e con cui Maradona giocò nella stagione 1993-94.
Anche Papa Francesco lo ricordò, ripensando "con affetto" agli incontri del 2014, in occasione della Partita per la pace, e poi del 2015, nell’ambito delle iniziative e i progetti di Scholas Occurentes.

#### Processo
L'11 marzo 2025 è iniziato a San Isidro, in Argentina, il processo penale relativo alla morte di Maradona per arresto cardiaco. Otto operatori sanitari che avevano in cura l'ex calciatore durante la convalescenza domiciliare sono imputati per omicidio semplice con dolo eventuale.
Secondo l'accusa, l’équipe medica avrebbe agito con negligenza, omettendo controlli fondamentali e lasciando l'ex calciatore in condizioni abitative inadeguate per un paziente in cura post-operatoria.
Tra gli imputati figurano il neurochirurgo Leopoldo Luque, la psichiatra Agustina Cosachov e altri medici e infermieri. Se condannati, rischiano pene da 8 a 25 anni di reclusione.

### Nella cultura di massa

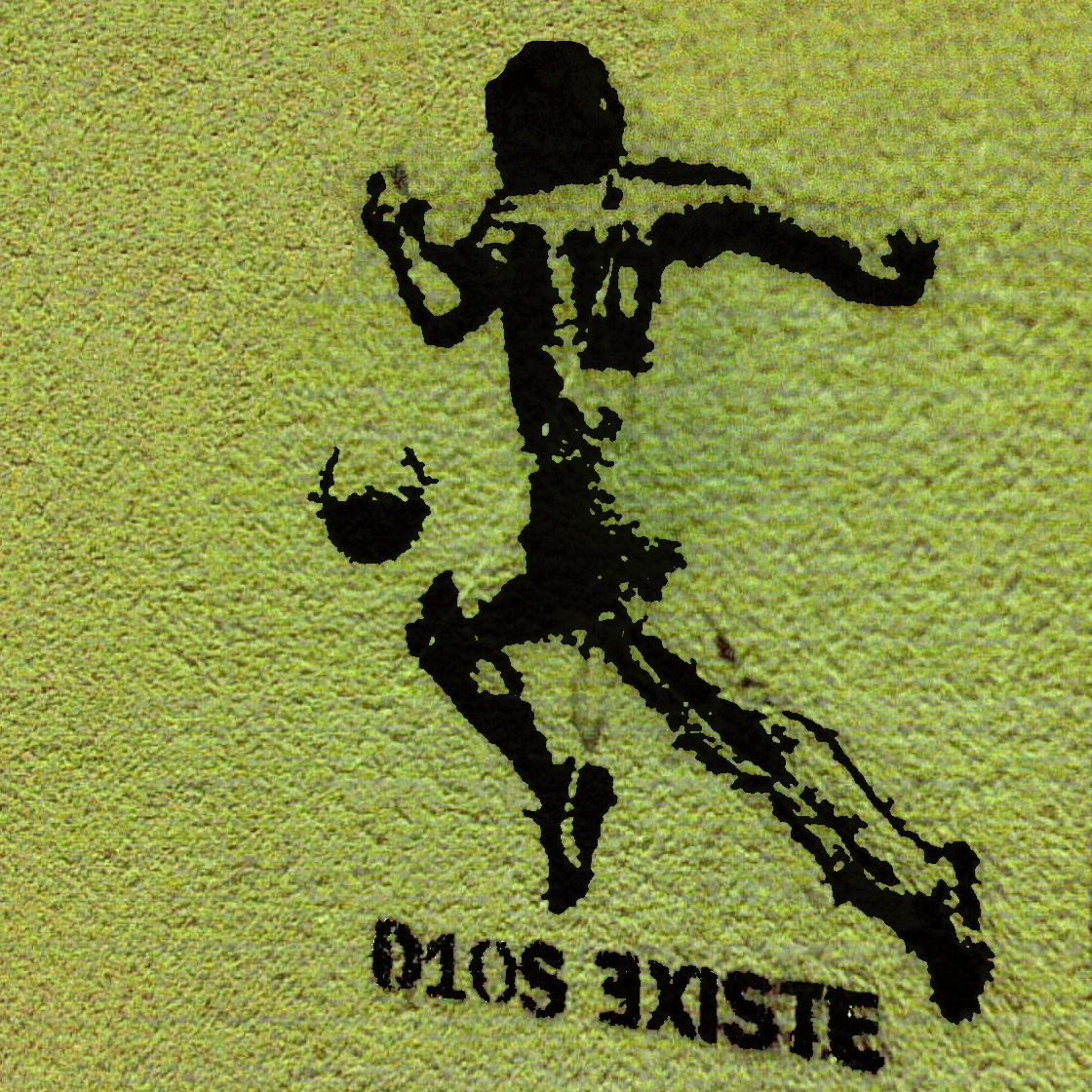
Graffito raffigurante Maradona nel

Sin dalla vittoria del Mondiale 1986, gli argentini usano il nome di Maradona per farsi riconoscere come suoi compatrioti in tutte le parti del mondo: in Argentina e a Napoli il campione argentino è indicato come simbolo ed eroe dello sport (lo sportivo è un mito "democratico", in quanto pone le sue basi nella gente comune: è infatti rappresentante del popolo e dei suoi valori). Maradona incarnò perfettamente questo spirito, date le sue umili origini e la sua originaria bassa condizione sociale: i molteplici guadagni non gli fecero perdere i modi di esprimere e il vocabolario proprio della frangia meno agiata della popolazione. A ciò si aggiunse il suo schierarsi contro i "poteri forti": in particolar modo con i napoletani che lo videro come un rappresentante degli "oppressi" del sud Italia che lottava contro lo "strapotere" delle squadre del nord. Numerose furono anche le "battaglie" combattute contro i "poteri forti" come la FIFA (e il suo presidente Havelange), e la AFA presieduta da Grondona.
Fu anche per questo e non solo per le sue prodezze nei campi di calcio che Maradona venne in pratica idolatrato sia dagli argentini che dai napoletani. A Rosario, in Argentina, i suoi tifosi fondarono nel 1998 la Iglesia Maradoniana (Chiesa di Maradona), dove il calendario si calcola contando gli anni dalla sua nascita: il suo quarantatreesimo compleanno, nel 2003, rappresentò l'inizio dell'anno 43 d.D. - después de Diego (dopo Diego). Se alla sua nascita la chiesa contava 200 membri, i fedeli raccolti anche tramite il sito ufficiale raggiunsero gli 80.000, tra cui alcuni giocatori famosi come Michael Owen, Ronaldinho e Juan Román Riquelme. Il 26 dicembre 2003 la sua prima squadra, l'Argentinos Juniors, inaugurando il nuovo stadio costruito nel quartiere di La Paternal a Buenos Aires, decise di dedicarglielo, chiamandolo stadio Diego Armando Maradona: il nome fu ufficializzato il 10 agosto 2004. Inoltre ha un monumento situato nel museo del Boca Juniors, all'interno della Bombonera, una statua nella cittadina di Bahía Blanca e numerose altre sculture in diverse parti del mondo.
A Napoli, in una via pubblica, gli fu dedicato addirittura un altarino con una foto nella quale indossa la maglia del Napoli e un suo capello in una teca, dove i tifosi si recavano prima delle partite a chiedere la "grazia calcistica". L'11 maggio 1991 fu celebrato nella città partenopea un convegno in onore di Maradona, intitolato Te Diegum, al quale presero parte molti intellettuali tifosi della squadra azzurra. Il report di questa esperienza (oltre che della sua preparazione) è riportato in un libro omonimo, pubblicato nello stesso anno.
Il 15 agosto 2005 debuttò come conduttore del programma televisivo argentino La noche del 10, durato una sola stagione, che ricevette un consistente successo.
Oltre a ciò e alla sua autobiografia Yo soy el Diego, pubblicata nel 2000 e subito diventata un best seller, Maradona è stato citato in numerosi libri, fumetti e film, oltre ad aver recitato in diversi camei in serie televisive. A lui furono dedicate diverse canzoni da artisti più o meno famosi, come Rodrigo Bueno, che interpretò La mano de Dios. Altri furono i Mano Negra con Santa Maradona, Charly García con Maradona blues, i Teflon Brothers con Maradona (kesä '86), gli Attaque 77 con Francotirador, Manu Chao con La vida tombola, Pino Daniele con Tango della buena suerte, Thegiornalisti con Maradona y Pelé.
Il 5 luglio 2017 ricevette la cittadinanza onoraria dal Comune di Napoli.
In occasione del primo anniversario della sua scomparsa gli vengono dedicate a Napoli due sculture che raffigurano Maradona stesso. La prima è stata realizzata dallo scultore Domenico Sepe e inaugurata il 25 novembre 2021, a un anno esatto dalla sua morte, all'esterno dello Stadio Maradona (ex San Paolo); la seconda è stata fatta realizzare dall'ex manager di Maradona Stefano Ceci, con la collaborazione di diverse maestranze campane e della Fonderia Nolana. L'opera di Ceci è stata donata al Napoli ed è stata presentata il 28 novembre 2021 al Maradona, alla vigilia di Napoli-Lazio. All'evento erano presenti il Presidente della FIFA Gianni Infantino, l'ex presidente del Napoli Corrado Ferlaino, il sindaco della città Gaetano Manfredi, alcuni ex giocatori del Napoli compagni di Maradona, oltre al presidente Aurelio De Laurentiis e al vice-presidente Edoardo De Laurentiis. L'opera, a grandezza naturale, verrà installata nei corridoi dello stadio, al di fuori degli spogliatoi del Napoli.

## Caratteristiche tecniche
(Michel Platini)

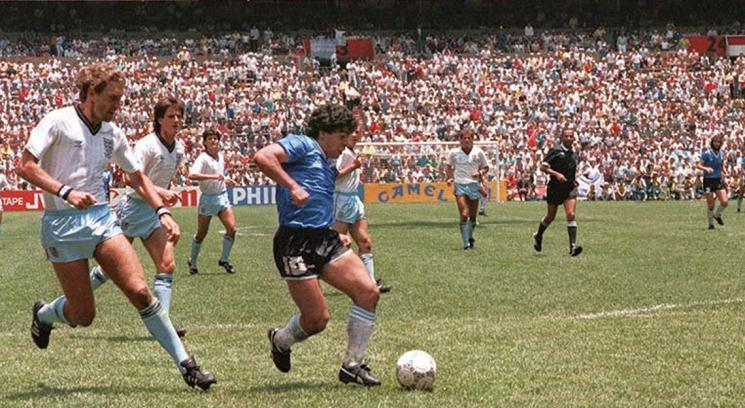
Maradona segna il "Gol del secolo" contro l'Inghilterra a Messico 1986

Maradona era un trequartista dotato di grande carisma e personalità estroversa. Mancino, era rinomato per la visione di gioco, il controllo di palla, la precisione nei passaggi e l'eccezionale abilità nel dribbling; secondo Johan Cruijff, la maestria di Maradona era tale da infondere l'impressione che la sfera gli restasse incollata al piede.
Non raggiungeva i 170 cm di altezza, ma era dotato di una struttura fisica compatta e, grazie alle sue gambe forti e al baricentro basso, era in grado di resistere efficacemente alla pressione fisica degli avversari durante le sue azioni in velocità con il pallone tra i piedi. Dotato di grande fantasia e intelligenza tattica, specialista della rabona, era inoltre un ottimo finalizzatore e uomo-assist, nonché abilissimo esecutore di calci piazzati: in carriera ha infatti messo a segno 62 calci di punizione, che lo rendono il sesto miglior realizzatore di punizioni di tutti i tempi alle spalle di Juninho Pernambucano, Pelé, Ronaldinho, Victor Legrotaglie e David Beckham, a cui si aggiungono 49 rigori realizzati su 52 calciati nel periodo in cui ha militato nelle squadre europee (1982-1993). Alle eccellenti doti tecniche univa un notevole spirito di sacrificio che, all'occorrenza, gli permetteva di contribuire con profitto alla fase difensiva della propria squadra.
Sapeva imprimere alla palla curvature estreme, riuscendo a segnare direttamente da calcio d'angolo o dal dischetto di centrocampo appena dopo il fischio d'inizio.

## Carriera

### Calciatore

#### Club

##### Formazione calcistica (1970-1981)
Maradona iniziò a giocare a calcio nella squadra del padre, l'Estrella Roja di Villa Fiorito, di cui Diego era il talento più apprezzato. L'acerrima antagonista era la squadra del miglior amico di Maradona: Goyo Carrizo. Fu proprio questi a farlo partecipare ad una selezione nelle giovanili dell'Argentinos Juniors di Buenos Aires. Entrò così a far parte delle Cebollitas (Cipolline), la squadra giovanile dell'Argentinos, il 5 dicembre 1970 a 10 anni. Il suo primo allenatore fu Francisco Cornejo, che all'inizio non credette alla giovane età di Maradona (gli fu addirittura richiesto un documento, che però non aveva con sé al momento del provino). Con lui e Carrizo in rosa, la squadra giovanile raggiunse una striscia di 136 risultati utili consecutivi.
Maradona iniziò la sua carriera da professionista nell'Argentinos Juniors nel 1976, debuttando con la maglia numero 16 il 20 ottobre nella partita contro il Talleres, dieci giorni prima di compiere sedici anni, diventando il più giovane di sempre a esordire nella prima divisione argentina, record battuto da Sergio Agüero nel 2003. Poco prima di farlo esordire l'allora allenatore dell'Argentinos Juniors, Juan Carlos Montes, disse a Maradona: "Vai Diego, gioca come sai". Per tutta risposta, Diego fece subito un tunnel al primo avversario che gli si parò davanti, Juan Domingo Patricio Cabrera. L'Argentinos perse 1-0, tuttavia Maradona iniziò a giocare spezzoni di partite fino a diventare titolare. I primi gol nell'Argentinos arrivarono il 14 novembre dello stesso anno, con una doppietta al San Lorenzo. Nel 1978 divenne capocannoniere del campionato argentino con 22 reti, di cui una dal dischetto di centrocampo dopo il fischio d'inizio.
Nel 1979 e nel 1980 vinse il Pallone d'Oro sudamericano, il premio che spetta al miglior giocatore del continente. Sempre nel 1980 mise già a segno uno dei più bei gol della sua carriera nella partita contro il Deportivo Pereira disputata il 19 febbraio. Lui stesso ha affermato che si tratta del più bel gol in assoluto da lui realizzato.

##### Boca Juniors (1981-1982)

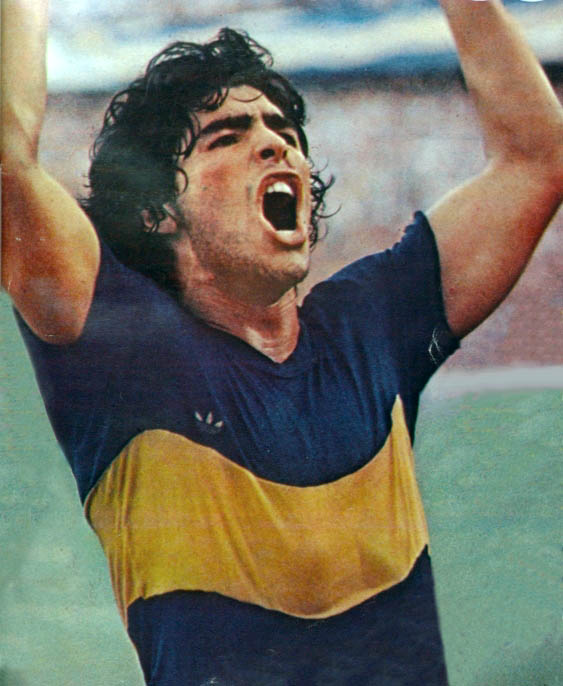
Un giovane Maradona esultante al Boca Juniors nel 1981

Trasferitosi al Boca Juniors, la squadra per la quale tifava il padre, nella trattativa, oltre a un conguaglio pari a 2 milioni di dollari, hanno fatto il percorso inverso Salinas, Santos, Bordón, Zanabria e Randazzo. Per il passaggio alla nuova squadra fu organizzata un'amichevole con l'Argentinos, il 20 febbraio 1981. Maradona giocò il primo tempo con i vecchi compagni e la ripresa con il Boca Juniors. L'amichevole finì 3-2 per l'Argentinos, con un gol di Maradona. Due giorni dopo il debutto ufficiale alla Bombonera, il Boca vinse contro il Talleres per 4-1, con doppietta di Maradona. Un infortunio lo fermò per quattro giornate, e al suo rientro segnò 28 gol in 40 partite e guidando il Boca Juniors alla vittoria del Campionato Metropolitano di Apertura 1981.
L'anno successivo, a causa di problemi economici, il Boca Juniors dovette privarsi di Maradona, non essendo in grado di pagare il suo trasferimento definitivo (Maradona era arrivato in prestito). Si fece quindi avanti il Barcellona, con l'offerta di un miliardo e duecento milioni peseta spagnole (pari a circa dodici miliardi di lire). L'ufficializzazione poté arrivare solo dopo i Mondiali del 1982, disputati proprio in Spagna e per i quali Maradona - al contrario di quattro anni prima - venne convocato.
In un'intervista del 2013 ha raccontato: "Prima che io andassi al Barcellona la Juventus mi ha contattato attraverso Omar Sivori, ma io in quel momento ero troppo piccolo e non avevo voglia di andarmene dall'Argentina, e poi l'avvocato Agnelli aveva un grosso problema con la Fiat, e portare un giocatore come me, con quello che costavo, poteva far restare male tutti gli operai della Fiat e non ne abbiamo parlato più. Sono rimasto in Argentina".

##### L'approdo in Europa al Barcelona (1982-1984)
Il 5 giugno 1982 diventò un giocatore del Barça dell'allora presidente Josep Lluís Núñez; rimediò diversi infortuni sino a che un'epatite virale lo allontanò dai campi per oltre tre mesi. In Coppa delle Coppe i catalani furono eliminati ai quarti di finale dall'Austria Vienna, e Maradona poté giocare solo la partita di ritorno allo stadio Camp Nou di Barcellona a causa dell'epatite che ancora lo debilitava. A fine annata il Barça ottenne il quarto posto nel campionato spagnolo, vincendo la Coppa del Re, sconfiggendo il 4 giugno 1983 in finale il Real Madrid, e la Copa de la Liga nella doppia finale sempre contro il Real Madrid (2-2 all'andata il 26 giugno 1983 e 2-1 al ritorno il 29 giugno 1983), con un gol di Maradona in entrambe le partite.

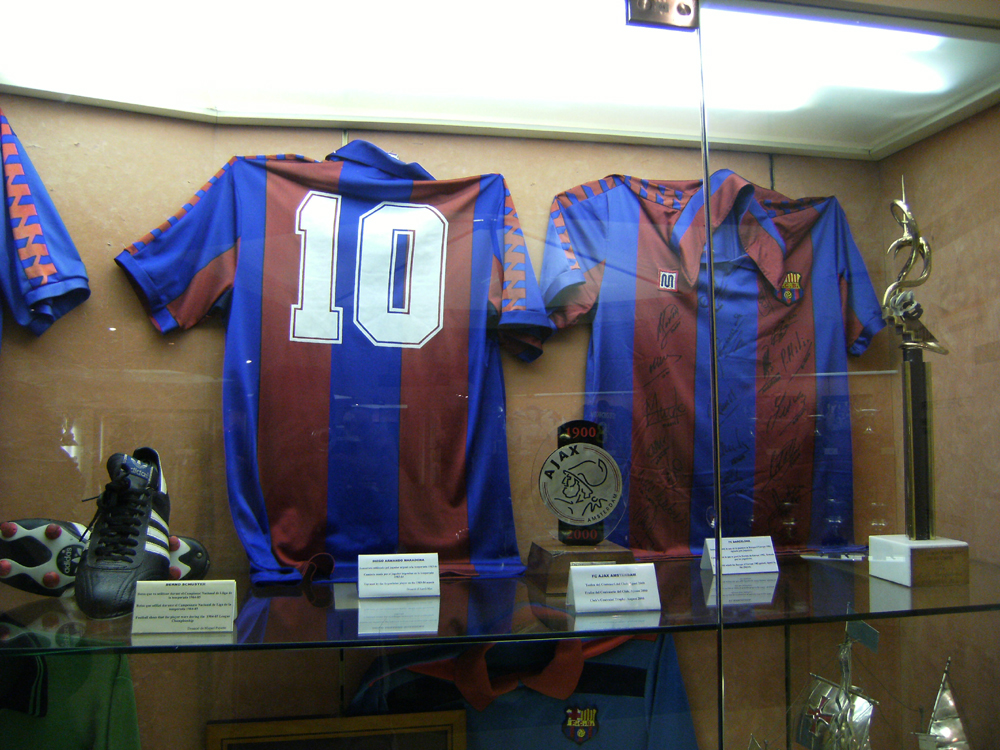
Maglia autografata di Maradona al museo del Barcellona

La stagione 1983-1984, con César Luis Menotti sulla panchina del Barça, cominciò meglio: a settembre, alla prima partita di Coppa delle Coppe contro la squadra tedesca del Magdeburgo, Maradona segnò una tripletta e la partita terminò 5-1. Il 24 settembre 1983, alla quarta giornata di campionato, durante l'incontro fra Barcellona e Athletic Bilbao, mentre la partita era sul 4-0 a favore del Barça, Maradona subì un gravissimo infortunio per un fallo del difensore dell'Athletic Andoni Goikoetxea. Maradona riportò una triplice frattura alle ossa della caviglia sinistra, che richiese un intervento chirurgico ma una convalescenza di appena 106 giorni grazie all'incredibile impegno del giocatore e alle cure del professor Rubèn Dario Oliva, il suo medico di fiducia che lo seguì in Argentina. Durante il suo infortunio il Barça vinse la Supercoppa spagnola nella doppia finale con l'Athletic Bilbao (1-3 all'andata il 26 ottobre 1983 e 0-1 al ritorno il 30 novembre 1983).
Rientrato già l'8 gennaio 1984, Maradona condusse il Barcellona a sei risultati utili consecutivi, fino a quando una sconfitta di 2-1 contro il Real Madrid fermò i blaugrana. Intanto a marzo riprese la Coppa delle Coppe: il Barcellona contro il Manchester Utd vinse 2-0 la gara d'andata, ma il 3-0 del ritorno per gli inglesi lo condannò all'eliminazione.
La stagione 1983-1984 vide di nuovo il Barça lontano dal primo posto nella Liga. Maradona giocò 16 partite in cui segnò 11 gol. A maggio si tenne la finale di Coppa del Re fra Barça e Athletic Club, gara che segnava l'occasione per Maradona per rincontrare Goikoetxea. Alla fine della partita, vinta dal Bilbao per 1-0, Maradona si avventò contro il giocatore basco, innescando una rissa tra le due squadre. In seguito si scusò personalmente in un incontro ufficiale con il re di Spagna Juan Carlos.
Ripresosi completamente dall'infortunio, al termine di una complessa trattativa, Maradona fu ingaggiato dalla società italiana del Napoli per 13 miliardi e mezzo di lire. Il contratto fu firmato senza che il Napoli avesse la liquidità per regolarizzare l'acquisto; il denaro venne versato solo in un secondo momento.

##### Vittorie con il Napoli (1984-1991)

Maradona fa il suo ingresso in un San Paolo gremito per la presentazione come nuovo acquisto del Napoli, 5 luglio 1984.

Il 5 luglio 1984 Maradona venne presentato ufficialmente allo stadio San Paolo e fu accolto da circa ottantamila persone festanti, che pagarono la quota simbolica di mille lire per vederlo. Nella prima stagione il Napoli raggiunse una posizione di centro classifica, mentre l'anno successivo ottenne il terzo posto.
Sotto la guida dell'allenatore Ottavio Bianchi, il Napoli vinse il suo primo storico scudetto nel campionato 1986-1987, stagione in cui batté dopo trentadue anni la Juventus al Comunale di Torino. Il 10 maggio 1987 il club partenopeo pareggiò per 1-1 la partita casalinga con la Fiorentina, aggiudicandosi aritmeticamente il suo primo scudetto. Il Napoli vinse anche la sua terza Coppa Italia, vincendo tutte le 13 gare, comprese le due finali disputate contro l'Atalanta. L'accoppiata campionato-coppa fu un'impresa che fino a quel momento era riuscita solo al Grande Torino e alla Juventus.
Nella stagione 1987-1988 il Napoli di Ottavio Bianchi partecipò per la prima volta alla Coppa dei Campioni, da cui fu eliminato dopo un doppio confronto con il Real Madrid. In campionato la squadra azzurra mantenne un margine di cinque punti di vantaggio sulla seconda fino alla ventesima giornata, ma verso la fine del torneo si fece superare dal Milan, perdendo il titolo a causa di quattro sconfitte nelle ultime cinque partite, tra le quali vi fu il decisivo scontro diretto disputato al San Paolo contro i rossoneri. Nonostante la delusione, Maradona fu comunque capocannoniere della manifestazione con 15 reti all'attivo. Nel 1994 un pentito camorrista sostenne che Maradona e compagni avessero venduto lo scudetto su pressioni del clan Giuliano di Forcella che, in caso di vittoria da parte dei partenopei, avrebbe perso decine di miliardi nelle scommesse clandestine, accuse che successivamente si riveleranno infondate.

Maradona e lo juventino Michel Platini nel campionato 1986-1987

Nel 1989 il Napoli sfiorò la tripletta, concludendo il campionato ancora al secondo posto, dietro l'Inter dei record, arrivando in finale di Coppa Italia e vincendo la Coppa UEFA, il suo primo trofeo europeo ufficiale, dopo aver battuto nella doppia finale lo Stoccarda (2-1 all'andata e 3-3 al ritorno). Durante l'estate del 1989, Maradona fu quasi sul punto di trasferirsi all'Olympique Marsiglia: aveva già firmato il contratto, ma poi il presidente del Napoli, Corrado Ferlaino, bloccò la trattativa.
Nella stagione 1989-1990 a Bianchi subentrò Albertino Bigon. Maradona non giocò le prime partite della stagione e venne sostituito da Gianfranco Zola, rientrando presto in squadra. Il campionato fu riconquistato dal Napoli con Maradona pronto a presentarsi al mondiale di Italia 1990 fregiato del titolo di campione d'Italia.
La stagione 1990-1991 cominciò con la vittoria nella Supercoppa italiana del 1990 ottenuta battendo la Juventus per 5-1. Nelle prime tre partite di campionato, invece, la squadra arrancò ottenendo un solo punto. In Coppa dei Campioni, dopo la doppia vittoria sugli ungheresi dello Újpest, al secondo turno il Napoli incontrò lo Spartak Mosca; l'andata al San Paolo finì in parità, 0-0, e in occasione della partita di ritorno in Russia, Maradona non partì con la squadra, bensì noleggiò un aereo privato ed arrivò a Mosca solo la sera successiva; il caso fu ampiamente affrontato dalla stampa italiana, che tra l'altro riportò alcune dichiarazioni di Luciano Moggi (allora dirigente del Napoli) e Albertino Bigon. Maradona entrò in campo solo nel secondo tempo: l'incontro finì 0-0 anche dopo i supplementari e i russi vinsero la partita ai rigori (nonostante Maradona avesse siglato il suo).

Maradona, capitano del Napoli, solleva la Supercoppa italiana 1990

L'esperienza italiana di Maradona finì il 17 marzo 1991 dopo un controllo antidoping effettuato al termine della partita di campionato Napoli-Bari (1-0) che diede il responso di positività alla cocaina. Il Napoli chiuse la stagione 1990-1991 all’ottavo posto.

##### Cessione al Siviglia, ritorno in patria e ritiro (1992-1997)
Dopo un anno e mezzo di squalifica per doping, nel 1992 la carriera di Maradona riprese nel Siviglia, dopo una lunghissima trattativa che vide coinvolti anche la FIFA, Blatter e Matarrese, allora presidente FIGC, impegnati a convincere il presidente del Napoli Ferlaino a liberare il calciatore; alla fine, a fronte di una richiesta di 14 milioni di dollari, Napoli e Siviglia si accordarono per 7,5 milioni, ma la società partenopea ne ricevette solo 4: la FIFA, infatti, autorizzò il Siviglia a non completare il pagamento.
Sulla panchina del Siviglia Maradona trovò nuovamente Carlos Bilardo, l'allenatore dell'Argentina ai mondiali del 1986 e del 1990, che lo aveva fortemente voluto nel club andaluso per rilanciarlo. Maradona debuttò il 28 settembre 1992 in un'amichevole contro il Bayern Monaco e il 4 ottobre giocò la sua prima partita nella Liga, in cui il Siviglia fu sconfitto dall'Athletic Bilbao per 2-1. Alla fine del campionato però il Siviglia fallì la qualificazione per la Coppa UEFA e, in appena 25 partite disputate, Maradona fu autore di 5 gol e 12 assist. Dopo una sola stagione, la sua esperienza sivigliana giunse quindi al capolinea nel peggiore dei modi: licenziato per lo scarso impegno professionale dimostrato, la società gli tagliò anche l'ingaggio, non versandogli l'equivalente di 1 miliardo e 650 milioni di lire di diritti d'immagine.
Maradona tornò allora a giocare in Argentina, nel Newell's Old Boys, ma dopo appena 5 partite disputate, a seguito della partita giocata contro l'Huracán il 12 febbraio 1994, il contratto fu rescisso e Maradona incassò solo la metà dei tre milioni di dollari dell'ingaggio concordato. In seguito smise per diversi mesi di giocare nei club, dedicandosi solo alla nazionale argentina.
A seguito della squalifica per doping rimediata durante il mondiale statunitense per positività all'efedrina, Maradona provò quindi a lavorare come allenatore, guidando il Dep. Mandiyú di Corrientes (dal 3 ottobre al 30 dicembre 1994) e il Racing Club (dal 6 gennaio al 26 marzo 1995), ma senza successo. Nel primo caso le dimissioni furono dovute ad uno scontro con la dirigenza della squadra; al momento delle dimissioni il Deportivo Mandiyú non era ancora in zona retrocessione, poi concretizzatasi alla fine della stagione 1994-1995. Nel secondo caso Maradona lasciò la conduzione tecnica quando l'allora presidente del Racing perse le elezioni per rimanere a capo della società.
Nel 1995 gli venne assegnato il Pallone d'oro alla carriera. In attività non poté concorrere all'assegnazione del premio perché i calciatori non europei erano allora esclusi dalla competizione.
Il 7 ottobre dello stesso anno tornò a giocare in un club, con la maglia del Boca Juniors, esordendo nella partita contro il Colón (SF) (1-0). Rimase nel Boca per due anni, prima di ritirarsi definitivamente dal calcio giocato al termine del superclásico contro il River Plate, disputato il 25 ottobre 1997.

#### Nazionale

##### Esordio e Mondiale 1982

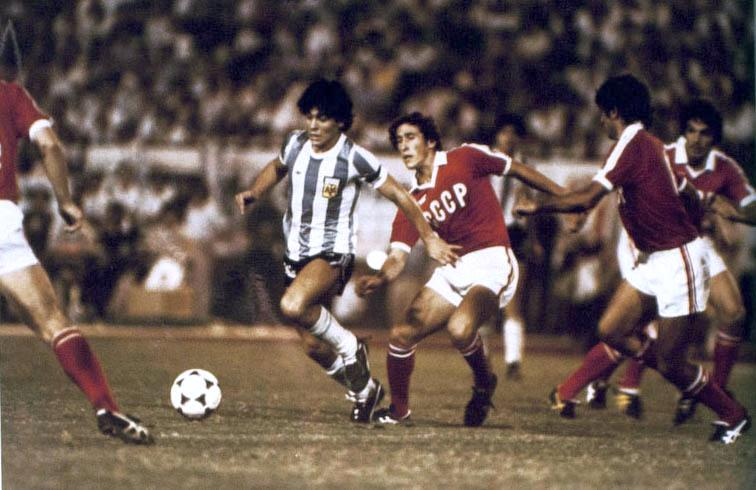
Maradona con la maglia dell'Under-20 nel 1979, contro l'Unione Sovietica, nella vittoriosa finale del mondiale di categoria

Pochi mesi dopo il debutto nel campionato argentino, per Maradona arrivò anche il debutto internazionale: il 27 febbraio 1977 l'allora allenatore della nazionale maggiore César Luis Menotti lo convocò per un'amichevole contro l'Ungheria alla Bombonera di Buenos Aires. Successivamente esordì anche con la nazionale Under-20, il 3 aprile dello stesso anno.
Diventato capocannoniere del campionato argentino, non venne inserito nella rosa della Selección (che divenne campione del mondo per la prima volta nella sua storia), in quanto il CT Menotti gli preferì René Houseman.
Subito dopo la vittoria mondiale, Maradona divenne titolare della nazionale; nell'amichevole fra Argentina e Resto del mondo allo stadio Monumental di Buenos Aires, il 25 giugno 1979, finita 2-1 per gli avversari, fu suo l'unico gol degli argentini. Venne poi convocato per la Copa América 1979, dove con la sua nazionale non riuscì a superare la fase a gironi. Contemporaneamente continuò a giocare con la nazionale iuniores, vincendo nello stesso anno il campionato mondiale Under-20 in Giappone, durante il torneo segnò 6 reti (di cui una nella finale vinta per 3-1 contro l'Unione Sovietica), risultando il secondo migliore marcatore del torneo dietro il compagno di squadra Ramón Díaz. Partecipò poi al Mundialito 1980, dove non riuscì ad arrivare alla finale del torneo dopo aver sconfitto la Germania Ovest e aver pareggiato con il Brasile a causa della differenza reti.
Due anni più tardi, Maradona venne convocato per il campionato mondiale del 1982, tenutosi in Spagna. Complessivamente collezionò 5 presenze nel torneo e segnò 2 gol, venendo anche espulso contro il Brasile all'85º minuto per un fallo di reazione su João Batista da Silva.

##### Vittoria del Mondiale 1986 e partecipazione alla Copa América 1987 e 1989

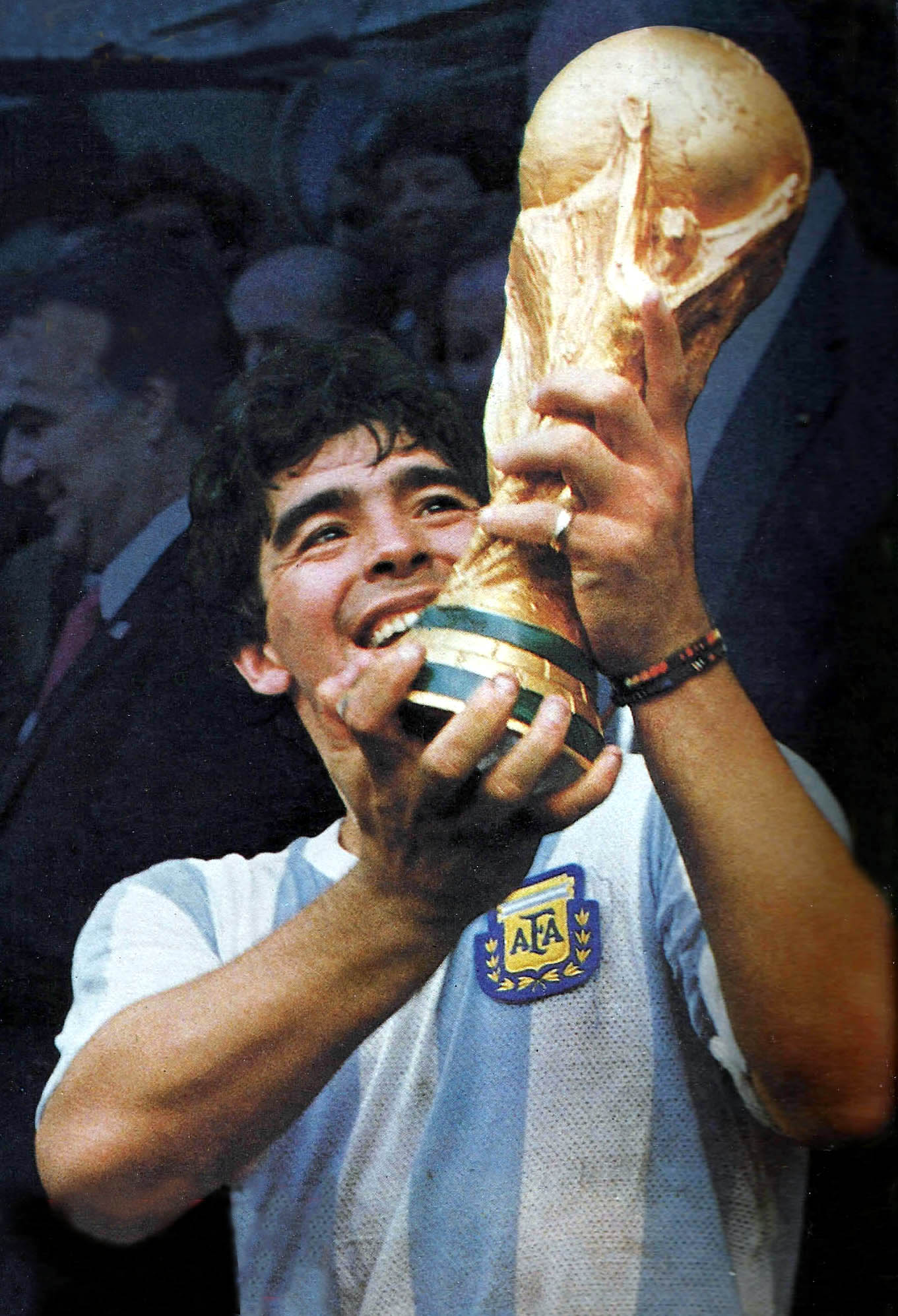
Maradona con la Coppa del Mondo vinta dall'Argentina a Messico '86

Nel 1986 Maradona guidò i compagni alla vittoria del mondiale messicano: segnò 5 gol e realizzò 5 assist nelle 7 partite giocate nel torneo (tutte vinte, tranne l'1-1 contro l'Italia nella prima fase a gironi). In particolare, nel corso del secondo tempo dei quarti di finale contro l'Inghilterra, realizzò due gol passati alla storia del calcio, rispettivamente come «la mano de Dios» e «il gol del secolo»: apre le marcature segnando un gol di mano nel tentativo di anticipare il portiere avversario Peter Shilton in uscita – la terna arbitrale guidata da Ali Bennaceur non si accorse dell'infrazione e convalidò erroneamente la rete (poi rivendicata da Maradona come atto di giustizia a seguito della sconfitta patita dagli argentini contro i britannici nella guerra delle Falkland del 1982) – e firmò il 2-0 dopo aver dribblato tutti gli avversari che avevano provato ad ostacolarlo nella sua corsa dalla linea di centrocampo alla porta difesa da Peter Shilton. Il secondo è stato inoltre votato come il più gol più bello nella storia della Coppa del mondo, in un sondaggio indetto dalla FIFA nel 2002.
L'Argentina affrontò il Belgio in semifinale e Maradona siglò una doppietta nella vittoria per 2-0 che valse la finale contro la Germania Ovest: nell'ultimo atto, i tedeschi non lasciarono libertà di manovra al fuoriclasse, che tuttavia riuscì a ideare l'assist per il gol del 3-2 finale, realizzato da Jorge Burruchaga. Per l'Argentina si trattò del secondo titolo mondiale, l'unico vinto da Maradona.
Dopo il mondiale messicano, Maradona partecipò con la nazionale argentina alla Coppa America 1987, chiusa al quarto posto, e alla Coppa America 1989, chiusa al terzo posto.

##### Mondiale 1990 e vittoria della Coppa Artemio Franchi
Maradona capitanò l'Argentina anche al campionato del mondo 1990, svoltosi in Italia. Un infortunio pregiudicò le sue prestazioni: le sue condizioni erano precarie a causa di un ematoma alla caviglia sinistra.
Al debutto, l'8 giugno al Meazza di Milano contro il Camerun, l'Argentina perse per 1-0; nell'occasione i sudamericani, condizionati da malanni fisici, offrirono una prestazione opaca e non seppero beneficiare della superiorità numerica di cui godettero per oltre ventiquattro minuti di gioco. Battuta l'Unione Sovietica per 2-0, l'Argentina pareggiò quindi per 1-1 con la Romania, superando il girone come terza classificata. Agli ottavi di finale, contro il Brasile, Maradona fu autore dell'assist a Claudio Caniggia per il gol vincente. Ai quarti di finale l'Argentina affrontò la Jugoslavia; dopo che i tempi regolamentari e supplementari si erano chiusi a reti inviolate, gli argentini superarono gli jugoslavi per 3-2 ai calci di rigore nonostante l'errore dal dischetto dello stesso Maradona (e del compagno di squadra Troglio). Si giunse così alla partita successiva contro l'Italia, padrona di casa, all'allora stadio San Paolo di Napoli, dove il pubblico partenopeo si divise tra il sostegno alla Selección di Maradona e agli Azzurri guidati da Azeglio Vicini. La gara si risolse anch'essa ai rigori dopo un 1-1; questa volta Maradona trasformò in rete il proprio tiro dal dischetto e l'Argentina si qualificò per la finale.

Maradona contrastato dai tedeschi Matthäus e Völler durante la finale del

Nella gara decisiva, a Roma, l'Albiceleste perse contro la Germania Ovest, impostasi per 1-0 con un calcio di rigore trasformato da Andreas Brehme all'85', concesso a seguito di un fallo di Néstor Sensini su Rudi Völler. In quest'occasione, Maradona si rese protagonista di un discusso episodio extracalcistico: prima della partita, il pubblico dell'Olimpico fischiò l'intera esecuzione dell'inno nazionale argentino e il giocatore, ripreso dalle telecamere, rispose con l'esclamazione «hijos de puta» (in lingua italiana figli di puttana), rivolta agli spalti. In seguito al mondiale, la carriera di Maradona in Italia venne segnata per sempre: si incrinò il suo rapporto con i giornali e gli sportivi italiani, i quali si sentivano "traditi" dalle sue parole pronunciate durante il campionato del mondo; la stampa pubblicava costantemente articoli che riguardavano soprattutto la sua dipendenza dalla cocaina, e i rapporti loschi con la Camorra. Infine, il numero 10 argentino litigò addirittura con l'allora dirigente del Napoli, Luciano Moggi, per non essersi presentato all'aeroporto in occasione della trasferta di Coppa a Mosca della squadra azzurra nel 1990.
Dopo la lunga squalifica per la positività alla cocaina, Maradona tornò a vestire la maglia dell'Argentina all'inizio del 1993, prima subentrando in un'amichevole contro il Brasile, in occasione del 100º anniversario AFA, finita in parità (1-1), quindi da titolare e capitano, il 24 febbraio, nella Coppa Artemio Franchi, valida come Coppa dei Campioni CONMEBOL-UEFA. La partita contro la Danimarca, vincitrice del campionato d'Europa 1992, fu vinta dall'Argentina ai rigori e Maradona realizzò il primo tiro dal dischetto.

##### Mondiale 1994 e squalifica per doping
Il 31 ottobre 1993, un giorno dopo il suo 33º compleanno, Maradona giocò a Sydney, contro l'Australia, per l'andata dello spareggio interzona di qualificazione al mondiale di Stati Uniti 1994. La partita finì 1-1 e la rete argentina di Abel Balbo fu propiziata da un cross di Maradona. Nella gara di ritorno del 17 novembre, al Monumental di Buenos Aires, l'Argentina vinse per 1-0, qualificandosi al mondiale statunitense. In attesa dei mondiali, per alcuni mesi Maradona, ormai senza squadra da febbraio, si ritirò dalle competizioni di club e tornò a giocare con la nazionale solo il 20 aprile 1994, in un'amichevole tra Argentina e Marocco che terminò 3-1 per l'Argentina, con una rete di Maradona su rigore (dopo 1 255 minuti di gioco di "digiuno"). Maradona non avrebbe potuto partecipare alla prevista tournée pre-mondiale in Giappone in quanto gli fu negato il visto di ingresso a causa dei precedenti con la droga. La federcalcio argentina decise allora di non inviare la nazionale in Giappone per la Coppa Kirin senza Maradona e cambiò quindi il programma degli incontri di preparazione, in cui l'Argentina sfidò in amichevole Israele (3-0), Ecuador (1-0) e Croazia (0-0).
Al mondiale statunitense, iniziato a metà giugno, l'Argentina vinse per 4-0 la prima partita a Boston contro la Grecia, in cui Maradona realizzò il terzo gol. Gli argentini guidati dal loro capitano vinsero (2-1) anche la seconda partita, contro la Nigeria, ma ancora una volta l'esito di un controllo antidoping fermò la carriera di Maradona, trovato positivo all'efedrina, sostanza stimolante proibita. La FIFA lo espulse dal campionato e l'Argentina fu poi eliminata agli ottavi dalla Romania di Gheorghe Hagi.
Maradona si difese dapprima affermando che la positività al test era dovuta all'ingestione di una bevanda energetica, la Ripped Fuel, datagli dal suo dietologo e fisioterapista personale, Daniel Cerrini, in sostituzione della Ripped Fast, che in Argentina usava regolarmente e che era permessa dalla FIFA, a differenza della Ripped Fuel, versione statunitense che, all'insaputa dell'allenatore, disse conteneva efedrina. Il lavoro estenuante in palestra con Cerrini, unito al suddetto trattamento farmacologico avevano fatto dimagrire Maradona di 15 kg. Nel tempo invece sostenne che la FIFA gli aveva garantito l'immunità ai controlli antidoping, pur di avere la sua stella ai Mondiali. Tuttavia, in seguito, di fronte alle critiche di Maradona nei confronti della FIFA, quest'ultima decise di fermarlo non mantenendo le promesse di immunità. La FIFA ha però sempre smentito questa versione dei fatti.

### Allenatore

#### Nazionale argentina

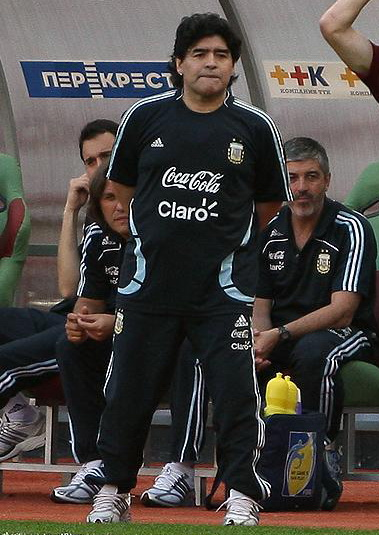
Maradona nel 2009 sulla panchina della Selecciòn

Dopo alcune brevi esperienze a metà anni novanta, il 28 ottobre 2008 viene nominato nuovo CT dell'Argentina, subentrando ad Alfio Basile. Dopo il vittorioso esordio, 1-0 alla Scozia, sotto la sua gestione l'Albiceleste subisce la sconfitta più pesante nella storia delle qualificazioni mondiali, un 6-1 contro la Bolivia penultima in classifica: ciononostante, la selezione si qualifica per il mondiale sudafricano all'ultimo turno, battendo l'Uruguay in trasferta per 1-0. Seguono due mesi di squalifica inflitti dalla FIFA al CT, reo di aver insultato i giornalisti che avevano messo in dubbio le sue capacità da tecnico. In Sudafrica, dopo un inizio convincente grazie a quattro vittorie consecutive, Maradona esce dalla rassegna ai quarti di finale per mano della Germania (4-0) ed è esonerato da CT.

#### Emirati Arabi Uniti
Il 14 maggio 2011, dopo 10 mesi di inattività, Maradona viene ingaggiato dall'Al-Wasl di Dubai, firmando un contratto biennale da 4,5 milioni di dollari a stagione più un jet privato a disposizione come benefit. Il 15 settembre seguente perde la sua prima partita di Emirates Cup per 4-3 contro l'Al-Jazira.

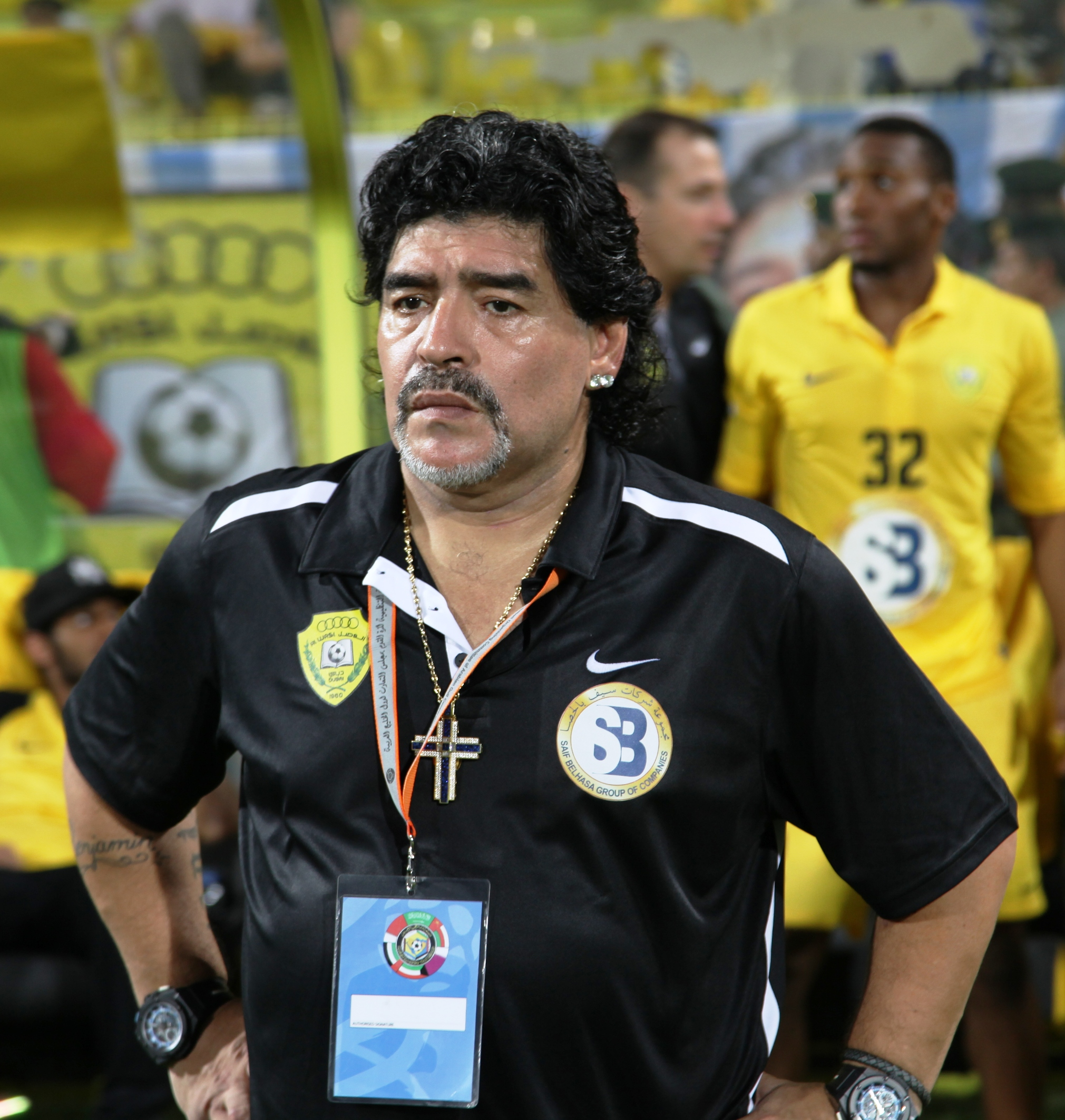
Maradona nel 2012

Debutta in campionato il 16 ottobre con la vittoria contro lo Sharjah per 3-0. Dalla Coppa del Presidente degli Emirati Arabi Uniti viene eliminato nei quarti di finale dopo la sconfitta per 3-2 contro l'Al-Wahda del 10 gennaio 2012. Debutta poi anche nella Coppa dei Campioni del Golfo il 6 marzo, vincendo contro gli omaniti dell'Al-Nahda per 0-2. L'11 marzo esce dall'Emirates Cup eliminato in semifinale dall'Shabab Al-Ahli di Fabio Cannavaro con il risultato di 1-0. Vincendo tutte e quattro le partite del girone della Coppa dei Campioni del Golfo si qualifica ai quarti di finale dove il 15 maggio elimina i connazionali dell'Al-Wahda per 5-3 ai calci di rigore dopo che i tempi regolamentari erano terminati con il risultato di 1-1. Il 26 maggio all'ultima giornata di campionato perde per 2-6 in casa contro l'Al-Ahli, terminando il campionato all'ottavo posto con 26 punti. Guadagna poi la finale della Coppa dei Campioni del Golfo il 30 maggio, dopo aver superato i qatarioti dell'Al-Khor in semifinale. Il 5 giugno vince la gara d'andata della finale per 1-3 contro l'Al-Muharraq del Bahrain. Il 10 giugno perde, però, la gara di ritorno ai rigori per 4-5 dopo che i tempi regolamentari erano terminati con il punteggio di 1-3 per gli ospiti.
Il 10 luglio seguente, dopo alcuni attriti con la dirigenza e con alcuni giocatori, viene sollevato dall'incarico.
Il 7 maggio 2017 viene nominato allenatore del Fujairah, tornando così in panchina dopo cinque anni. La squadra gioca nella seconda divisione degli Emirati Arabi, firma un contratto annuale. Il 27 aprile 2018 si dimette dopo aver fallito la promozione in prima divisione: la sua squadra è stata l'unica a non aver perso neppure una partita in stagione.

#### Dorados e Gimnasia La Plata
Il 7 settembre 2018 viene annunciato come nuovo tecnico dei Dorados. Perde due volte il campionato di seconda divisione messicana, entrambe le volte nella doppia finale contro l'Atlético San Luis, rassegnando le dimissioni il 14 giugno 2019 per motivi di salute.
Il 5 settembre 2019 viene nominato tecnico del Gimnasia (LP) fino al termine della stagione. Il 19 novembre, però, lascia temporaneamente l'incarico per incomprensioni dovute ad un possibile cambio societario. Il presidente Gabriel Pellegrino, pur di far rimanere l'argentino, si fa rieleggere alla guida del club tramite un mandato triennale. Nonostante un campionato altalenante, viene confermato anche per la stagione 2020-2021.

## Dopo il ritiro
(Diego Armando Maradona)

### Autobiografia
Nel 2000, Maradona pubblicò la sua autobiografia intitolata Yo soy el Diego, edita da Editorial Planeta. L'opera, che ebbe grande successo in Argentina, racconta la sua carriera calcistica, le sue origini e le difficoltà personali, tra cui la dipendenza da sostanze stupefacenti. In Italia, l'opera è uscita due anni dopo con il titolo Io sono el Diego, edita da Fandango Libri.

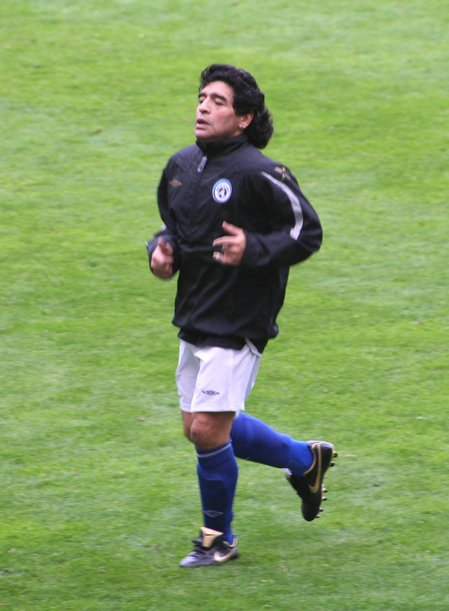
Maradona dopo una dieta rigorosa che gli fece perdere peso

### Ritiro della maglia numero 10
Nel 2000, il Napoli decise di ritirare la maglia numero 10 in onore di Maradona. Questa scelta fu formalizzata durante un ritiro precampionato, su iniziativa del figlio dell'ex presidente del club Corrado Ferlaino, Luca, che propose di seguire l'esempio del Milan che aveva ritirato la maglia di Franco Baresi. Da quel momento, nessun giocatore del Napoli avrebbe più indossato la maglia numero 10. Tuttavia, in alcune occasioni speciali, alcuni calciatori del Napoli hanno indossato la maglia con questo numero. Tra questi, Fausto Pizzi, Beto, Igor Protti e Claudio Bellucci sono stati gli ultimi a portarla in campo. Pizzi la indossò nella stagione 1995-1996, seguito da Beto nel 1996-1997, Protti nel 1997-1998 e Bellucci in seguito durante la retrocessione nella serie cadetta. Questi furono gli ultimi calciatori a vestire la maglia numero 10 prima che il club la ritirasse definitivamente. Nonostante la decisione ufficiale, la maglia numero 10 è stata in seguito utilizzata in occasioni speciali, come nel 2020, quando i giocatori azzurri scesero in campo con una maglia celebrativa con il numero 10 durante la partita di Europa League contro il Rijeka. Questa iniziativa fu un tributo alla memoria di Maradona dopo la sua morte. Nel 2004, a causa del fallimento e della successiva iscrizione al campionato di Serie C1 e visto il regolamento della numerazione delle maglie di quest'ultima, il club fu costretto a ristampare la maglia con il 10, fino al nuovo ritiro nel 2006 grazie alla promozione in Serie B.
Nel 2001 anche l'AFA chiese alla FIFA l'autorizzazione a ritirare la maglia numero 10 della Nazionale argentina in onore di Maradona, ma la FIFA dichiarò respinta la richiesta nel 2002 poiché in vista dei Mondiali 2002 la lista dei giocatori doveva essere numerata dall'1 al 23. La Federazione argentina annunciò che l'avrebbe assegnato al terzo portiere, Roberto Bonano, ma ai Mondiali la maglia fu vestita da Ariel Ortega e a Bonano andò il numero 23.

L'11 dicembre dello stesso anno, all'Auditorium del Foro Italico di Roma al FIFA World Player 2000 condotto da Massimo Giletti, viene premiato con il FIFA Internet Century Awards come Calciatore del Secolo secondo un sondaggio popolare (53,6%) mentre Pelé, presente anch'esso in sala, ottiene lo stesso premio da una giuria della FIFA.

### Carriera post-calcio
Il 10 novembre 2001 diede ufficialmente l'addio al calcio giocato nell'amichevole fra l'Argentina e una selezione di Stelle Mondiali, conclusasi sul 6-3 con doppietta di Maradona su rigore. Il 26 dicembre 2003, l'Argentinos Juniors rinominò il suo stadio Stadio Diego Armando Maradona, in onore al campione argentino.
Il 27 aprile 2005 fu nominato direttore sportivo del Boca Juniors, il primo agosto successivo divenne vicepresidente onorario del club. Tra le sue prime decisioni assunse Alfio Basile come nuovo allenatore. In quell'anno il Boca vinse il campionato di Apertura, la Copa Sudamericana e la Recopa Sudamericana e nel 2006 vinse invece il campionato di Clausura e nuovamente la Recopa Sudamericana. Il 26 agosto 2006 Maradona abbandonò la carica per disaccordi con l'AFA, che scelse proprio Basile come nuovo allenatore della Nazionale argentina. Il Boca Juniors ha voluto inoltre onorare Maradona con una statua posta all'interno dello stadio Bombonera.
Il 15 agosto 2005 esordì come conduttore del programma televisivo argentino La Noche del 10 che fu molto seguito. In una puntata ospitò e intervistò Pelé, uno dei calciatori che gli contende la palma di miglior giocatore di ogni tempo. Altri ospiti furono Zidane, Ronaldo, Hernán Crespo, Fidel Castro, Mike Tyson, Raffaella Carrà e Robbie Williams. Inoltre, durante una puntata incentrata sul tema dei talenti calcistici più promettenti dell'Argentina, tra i vari Messi e Agüero, spuntava anche Ezequiel Lavezzi, che in quel periodo giocava nel San Lorenzo.

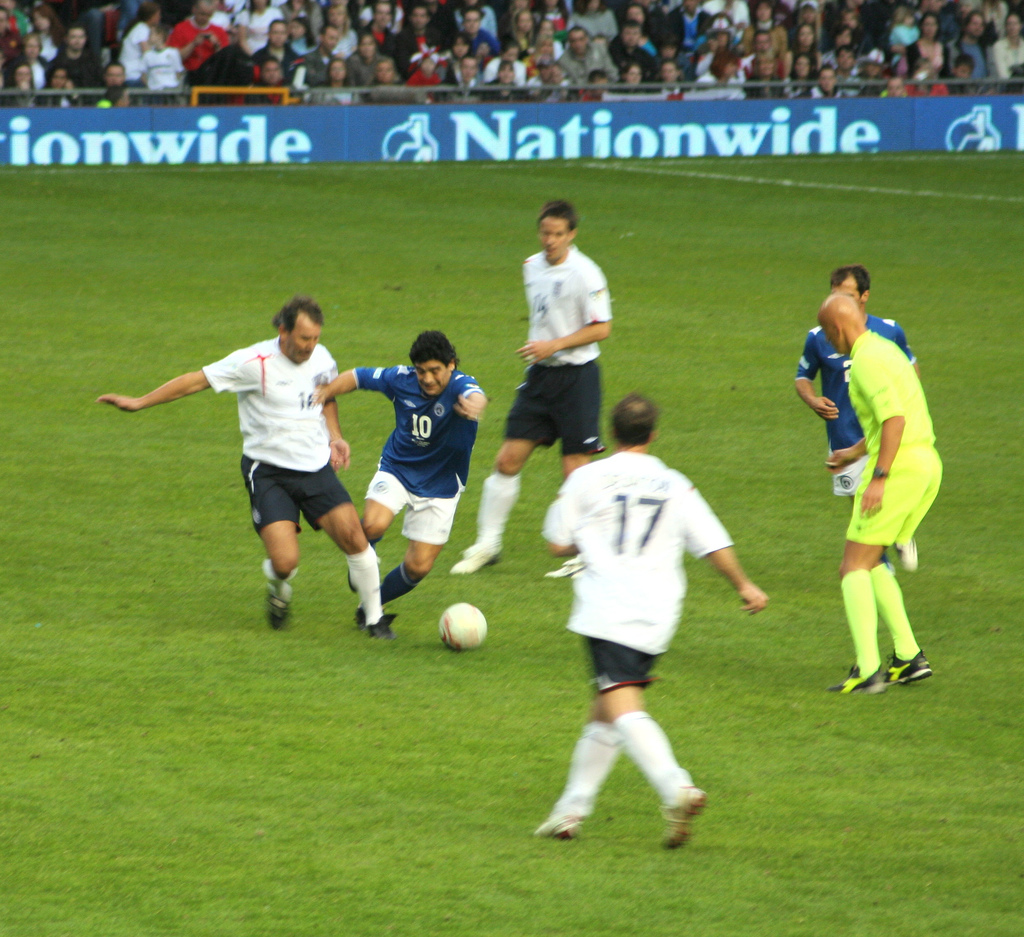
Maradona durante il Soccer Aid del 27 maggio 2006

### Partecipazioni e onorificenze
Nel maggio 2006 ha accettato di partecipare al Soccer Aid, un programma di sostegno all'UNICEF. Nello specifico, Maradona giocò nel Resto del Mondo contro l'Inghilterra il 27 maggio: segnò su calcio di rigore per la rappresentativa mondiale e la partita finì 2-1 per l'Inghilterra.
Nel corso degli anni ha partecipato a diverse trasmissione televisive. In seguito sponsorizzò e partecipò in prima persona, in Sudamerica, a incontri amichevoli di showbol tra ex stelle del calcio, che riscossero un buon successo.
L'11 maggio 2011 ha partecipato alla partita d'inaugurazione del nuovo stadio della squadra cecena Terek Groznyj di proprietà del dittatore Ramzan Kadyrov. La squadra di Maradona era composta da elementi come Jean-Pierre Papin, Alessandro Costacurta, Christian Vieri, Iván Zamorano, Fabien Barthez, Franco Baresi, Luís Figo, Roberto Ayala, Alain Boghossian, Manuel Amoros, Robbie Fowler, Nelson Dida e Enzo Francescoli. La partita è stata vinta per 5-2 dalla formazione del Caucaso del Nord con anche tre gol del presidente Kadyrov tra cui uno segnato dopo aver dribblato Maradona che si è poi riscattato segnando su punizione. Nel dicembre 2012 a Dubai viene premiato come miglior calciatore del secolo ai Globe Soccer Awards.
In seguito a Dubai ha sfidato amichevolmente il connazionale Juan Martín del Potro, 7º tennista al mondo. Nello stesso periodo sempre nella città degli emirati ha disputato un match di un torneo di esibizione di calcio a 7 trascinando nella prima partita la sua squadra, il Dubai Sports Council, alla vittoria per 3-2 contro il Dubai Courts con 2 gol, uno su punizione e l'altro su rigore.
Il 17 ottobre a Milano ha presentato una collana di DVD a lui dedicata e curata dell'amico Gianni Minà per La Gazzetta dello Sport.
Il 1º settembre 2014 partecipa alla Partita per la Pace organizzata da Papa Francesco e Javier Zanetti allo Stadio Olimpico di Roma: gioca per tutti i 90 minuti servendo anche un assist al compagno di squadra Roberto Baggio. A dicembre, all'età di 54 anni, torna in campo in occasione del Dubai National Day Match, una maratona calcistica da 36 ore no-stop.
Il 22 giugno 2015 Maradona, tramite lo storico telecronista celebre per aver commentato in diretta il gol del secolo, Víctor Hugo Morales, annuncia di volersi candidare alla presidenza della FIFA al posto di Joseph Blatter.
Il 15 maggio 2018 viene nominato presidente onorario della squadra bielorussa Dinamo Brėst.

### Tributi e riconoscimenti postumi
Il 26 novembre 2020, all'indomani della morte di Maradona, il sindaco della città di Napoli, Luigi De Magistris, annuncia di aver intrapreso l'iter per intitolare l'impianto all'ex capitano del Napoli.. Otto giorni dopo, il 4 dicembre, è sopraggiunta l'approvazione della Giunta comunale che ha deliberato il cambio di denominazione. Il giorno seguente il prefetto di Napoli ha dato seguito alla richiesta pervenuta dal Comune, autorizzando l'imposizione del nuovo toponimo stadio Diego Armando Maradona all'impianto.
Il 28 novembre 2021, in occasione della partita di campionato tra Napoli e Lazio, è stata svelata una statua raffigurante lo stesso Maradona: realizzata dalla Fonderia Nolana, l'opera è stata collocata nel corridoio che collega gli spogliatoi al campo da gioco.

## Statistiche
Tra club, nazionale maggiore e nazionale Under-20 (escluse le partite non ufficiali), Maradona ha giocato globalmente 695 partite segnando 353 reti, alla media di 0.51 gol a partita. Nella storia della Serie A, è l'unico calciatore a essere presente nei primi dieci posti sia tra i migliori rigoristi, sia tra i giocatori con più gol su punizione.

### Presenze e reti nei club
| Stagione                  | Squadra                   | Campionato                | Campionato | Campionato | Coppe nazionali | Coppe nazionali | Coppe nazionali | Coppe continentali | Coppe continentali | Coppe continentali | Altre coppe | Altre coppe | Altre coppe | Totale | Totale |
| Stagione                  | Squadra                   | Comp                      | Pres       | Reti       | Comp            | Pres            | Reti            | Comp               | Pres               | Reti               | Comp        | Pres        | Reti        | Pres   | Reti   |
| ------------------------- | ------------------------- | ------------------------- | ---------- | ---------- | --------------- | --------------- | --------------- | ------------------ | ------------------ | ------------------ | ----------- | ----------- | ----------- | ------ | ------ |
| 1976                      | Argentinos Juniors        | N                         | 11         | 2          | -               | -               | -               | -                  | -                  | -                  | -           | -           | -           | 11     | 2      |
| 1977                      | Argentinos Juniors        | M+N                       | 37+12      | 13+6       | -               | -               | -               | -                  | -                  | -                  | -           | -           | -           | 49     | 19     |
| 1978                      | Argentinos Juniors        | M+N                       | 31+4       | 22+4       | -               | -               | -               | -                  | -                  | -                  | -           | -           | -           | 35     | 26     |
| 1979                      | Argentinos Juniors        | M+N                       | 14+12      | 14+12      | -               | -               | -               | -                  | -                  | -                  | -           | -           | -           | 26     | 26     |
| 1980                      | Argentinos Juniors        | M+N                       | 32+13      | 25+18      | -               | -               | -               | -                  | -                  | -                  | -           | -           | -           | 45     | 43     |
| Totale Argentinos Juniors | Totale Argentinos Juniors | Totale Argentinos Juniors | 166        | 116        |                 | -               | -               |                    | -                  | -                  |             | -           | -           | 166    | 116    |
| 1981                      | Boca Juniors              | M+N                       | 28+12      | 17+11      | -               | -               | -               | -                  | -                  | -                  | -           | -           | -           | 40     | 28     |
| 1982-1983                 | Barcellona                | PD                        | 20         | 11         | CR+CdL          | 5+6             | 3+4             | CdC                | 4                  | 5                  |             | -           | -           | 35     | 23     |
| 1983-1984                 | Barcellona                | PD                        | 16         | 11         | CR              | 4               | 1               | CdC                | 3                  | 3                  | -           | -           | -           | 23     | 15     |
| Totale Barcellona         | Totale Barcellona         | Totale Barcellona         | 36         | 22         |                 | 9+6             | 4+4             |                    | 7                  | 8                  |             | -           | -           | 58     | 38     |
| 1984-1985                 | Napoli                    | A                         | 30         | 14         | CI              | 6               | 3               | -                  | -                  | -                  | -           | -           | -           | 36     | 17     |
| 1985-1986                 | Napoli                    | A                         | 29         | 11         | CI              | 2               | 2               | -                  | -                  | -                  | -           | -           | -           | 31     | 13     |
| 1986-1987                 | Napoli                    | A                         | 29         | 10         | CI              | 10              | 7               | CU                 | 2                  | 0                  | -           | -           | -           | 41     | 17     |
| 1987-1988                 | Napoli                    | A                         | 28         | 15         | CI              | 9               | 6               | CC                 | 2                  | 0                  | -           | -           | -           | 39     | 21     |
| 1988-1989                 | Napoli                    | A                         | 26         | 9          | CI              | 12              | 7               | CU                 | 12                 | 3                  | -           | -           | -           | 50     | 19     |
| 1989-1990                 | Napoli                    | A                         | 28         | 16         | CI              | 3               | 2               | CU                 | 5                  | 0                  | -           | -           | -           | 36     | 18     |
| 1990-1991                 | Napoli                    | A                         | 18         | 6          | CI              | 3               | 2               | CC                 | 4                  | 2                  | SI          | 1           | 0           | 26     | 10     |
| Totale Napoli             | Totale Napoli             | Totale Napoli             | 188        | 81         |                 | 45              | 29              |                    | 25                 | 5                  |             | 1           | 0           | 259    | 115    |
| 1992-1993                 | Siviglia                  | PD                        | 26         | 5          | CR              | 4               | 2               | -                  | -                  | -                  | -           | -           | -           | 30     | 7      |
| 1993-1994                 | Newell's Old Boys         | A                         | 5          | 0          | -               | -               | -               | -                  | -                  | -                  | -           | -           | -           | 5      | 0      |
| 1995-1996                 | Boca Juniors              | A+C                       | 11+13      | 3+2        | -               | -               | -               | -                  | -                  | -                  | -           | -           | -           | 24     | 5      |
| 1996-1997                 | Boca Juniors              | A+C                       | 0+1        | 0          | -               | -               | -               | -                  | -                  | -                  | SS          | 1           | 0           | 2      | 0      |
| 1997-1998                 | Boca Juniors              | A                         | 5          | 2          | -               | -               | -               | -                  | -                  | -                  | -           | -           | -           | 5      | 2      |
| Totale Boca Juniors       | Totale Boca Juniors       | Totale Boca Juniors       | 70         | 35         |                 | -               | -               |                    | -                  | -                  |             | 1           | 0           | 71     | 35     |
| Totale carriera           | Totale carriera           | Totale carriera           | 491        | 259        |                 | 64              | 39              |                    | 32                 | 13                 |             | 2           | 0           | 589    | 311    |

### Cronologia presenze e reti in nazionale
| Cronologia completa delle presenze e delle reti in nazionale ― Argentina | Cronologia completa delle presenze e delle reti in nazionale ― Argentina | Cronologia completa delle presenze e delle reti in nazionale ― Argentina | Cronologia completa delle presenze e delle reti in nazionale ― Argentina | Cronologia completa delle presenze e delle reti in nazionale ― Argentina | Cronologia completa delle presenze e delle reti in nazionale ― Argentina | Cronologia completa delle presenze e delle reti in nazionale ― Argentina | Cronologia completa delle presenze e delle reti in nazionale ― Argentina |
| Data                                                                     | Città                                                                    | In casa                                                                  | Risultato                                                                | Ospiti                                                                   | Competizione                                                             | Reti                                                                     | Note                                                                     |
| ------------------------------------------------------------------------ | ------------------------------------------------------------------------ | ------------------------------------------------------------------------ | ------------------------------------------------------------------------ | ------------------------------------------------------------------------ | ------------------------------------------------------------------------ | ------------------------------------------------------------------------ | ------------------------------------------------------------------------ |
| 27-2-1977                                                                | Buenos Aires                                                             | Argentina                                                                | 5 – 1                                                                    | Ungheria                                                                 | Amichevole                                                               | -                                                                        |                                                                          |
| 24-8-1977                                                                | Buenos Aires                                                             | Argentina                                                                | 2 – 1                                                                    | Paraguay                                                                 | Amichevole                                                               | -                                                                        | Coppa Félix Bogado                                                       |
| 31-8-1977                                                                | Asunción                                                                 | Paraguay                                                                 | 2 – 0 (1 – 3 dtr)                                                        | Argentina                                                                | Amichevole                                                               | -                                                                        | Coppa Félix Bogado                                                       |
| 19-4-1978                                                                | Buenos Aires                                                             | Argentina                                                                | 3 – 1                                                                    | Irlanda                                                                  | Amichevole                                                               | -                                                                        |                                                                          |
| 25-4-1979                                                                | Buenos Aires                                                             | Argentina                                                                | 2 – 1                                                                    | Bulgaria                                                                 | Amichevole                                                               | -                                                                        |                                                                          |
| 22-5-1979                                                                | Berna                                                                    | Argentina                                                                | 0 – 0 (8 – 7 dtr)                                                        | Paesi Bassi                                                              | Amichevole                                                               | -                                                                        | 75º Anniversario FIFA                                                    |
| 26-5-1979                                                                | Roma                                                                     | Italia                                                                   | 2 – 2                                                                    | Argentina                                                                | Amichevole                                                               | -                                                                        |                                                                          |
| 29-5-1979                                                                | Dublino                                                                  | Irlanda                                                                  | 0 – 0                                                                    | Argentina                                                                | Amichevole                                                               | -                                                                        |                                                                          |
| 2-6-1979                                                                 | Glasgow                                                                  | Scozia                                                                   | 1 – 3                                                                    | Argentina                                                                | Amichevole                                                               | 1                                                                        |                                                                          |
| 25-6-1979                                                                | Buenos Aires                                                             | Argentina                                                                | 1 – 2                                                                    | World Stars                                                              | Amichevole                                                               | 1                                                                        |                                                                          |
| 2-8-1979                                                                 | Rio de Janeiro                                                           | Brasile                                                                  | 2 – 1                                                                    | Argentina                                                                | Coppa America 1979 - 1º turno                                            | -                                                                        |                                                                          |
| 8-8-1979                                                                 | Buenos Aires                                                             | Argentina                                                                | 3 – 0                                                                    | Bolivia                                                                  | Coppa America 1979 - 1º turno                                            | 1                                                                        |                                                                          |
| 30-4-1980                                                                | Buenos Aires                                                             | Argentina                                                                | 1 – 0                                                                    | Irlanda                                                                  | Amichevole                                                               | 1                                                                        |                                                                          |
| 13-5-1980                                                                | Londra                                                                   | Inghilterra                                                              | 3 – 1                                                                    | Argentina                                                                | Amichevole                                                               | -                                                                        |                                                                          |
| 16-5-1980                                                                | Dublino                                                                  | Irlanda                                                                  | 0 – 1                                                                    | Argentina                                                                | Amichevole                                                               | -                                                                        |                                                                          |
| 21-5-1980                                                                | Vienna                                                                   | Austria                                                                  | 1 – 5                                                                    | Argentina                                                                | Amichevole                                                               | 3                                                                        |                                                                          |
| 18-9-1980                                                                | Mendoza                                                                  | Argentina                                                                | 2 – 2                                                                    | Cile                                                                     | Amichevole                                                               | -                                                                        |                                                                          |
| 9-10-1980                                                                | Buenos Aires                                                             | Argentina                                                                | 2 – 0                                                                    | Bulgaria                                                                 | Amichevole                                                               | -                                                                        |                                                                          |
| 12-10-1980                                                               | Buenos Aires                                                             | Argentina                                                                | 2 – 1                                                                    | Polonia                                                                  | Amichevole                                                               | 1                                                                        |                                                                          |
| 15-10-1980                                                               | Buenos Aires                                                             | Argentina                                                                | 1 – 0                                                                    | Cecoslovacchia                                                           | Amichevole                                                               | -                                                                        |                                                                          |
| 4-12-1980                                                                | Mar del Plata                                                            | Argentina                                                                | 1 – 1                                                                    | Unione Sovietica                                                         | Amichevole                                                               | 1                                                                        |                                                                          |
| 16-12-1980                                                               | Córdoba                                                                  | Argentina                                                                | 5 – 0                                                                    | Svizzera                                                                 | Amichevole                                                               | 1                                                                        |                                                                          |
| 1-1-1981                                                                 | Montevideo                                                               | Argentina                                                                | 2 – 1                                                                    | Germania Ovest                                                           | Mundialito                                                               | -                                                                        |                                                                          |
| 4-1-1981                                                                 | Montevideo                                                               | Argentina                                                                | 1 – 1                                                                    | Brasile                                                                  | Mundialito                                                               | 1                                                                        |                                                                          |
| 9-3-1982                                                                 | Mar del Plata                                                            | Argentina                                                                | 0 – 0                                                                    | Cecoslovacchia                                                           | Amichevole                                                               | -                                                                        |                                                                          |
| 24-3-1982                                                                | Buenos Aires                                                             | Argentina                                                                | 1 – 1                                                                    | Germania Ovest                                                           | Amichevole                                                               | -                                                                        |                                                                          |
| 14-4-1982                                                                | Buenos Aires                                                             | Argentina                                                                | 1 – 1                                                                    | Unione Sovietica                                                         | Amichevole                                                               | -                                                                        |                                                                          |
| 5-5-1982                                                                 | Buenos Aires                                                             | Argentina                                                                | 2 – 1                                                                    | Bulgaria                                                                 | Amichevole                                                               | -                                                                        |                                                                          |
| 12-5-1982                                                                | Rosario                                                                  | Argentina                                                                | 1 – 0                                                                    | Romania                                                                  | Amichevole                                                               | -                                                                        |                                                                          |
| 13-6-1982                                                                | Barcellona                                                               | Argentina                                                                | 0 – 1                                                                    | Belgio                                                                   | Mondiali 1982 - 1º turno                                                 | -                                                                        |                                                                          |
| 18-6-1982                                                                | Alicante                                                                 | Argentina                                                                | 4 – 1                                                                    | Ungheria                                                                 | Mondiali 1982 - 1º turno                                                 | 2                                                                        |                                                                          |
| 23-6-1982                                                                | Alicante                                                                 | Argentina                                                                | 2 – 0                                                                    | El Salvador                                                              | Mondiali 1982 - 1º turno                                                 | -                                                                        |                                                                          |
| 29-6-1982                                                                | Barcellona                                                               | Italia                                                                   | 2 – 1                                                                    | Argentina                                                                | Mondiali 1982 - 2º turno                                                 | -                                                                        |                                                                          |
| 2-7-1982                                                                 | Barcellona                                                               | Argentina                                                                | 1 – 3                                                                    | Brasile                                                                  | Mondiali 1982 - 2º turno                                                 | -                                                                        |                                                                          |
| 9-5-1985                                                                 | Buenos Aires                                                             | Argentina                                                                | 1 – 1                                                                    | Paraguay                                                                 | Amichevole                                                               | 1                                                                        |                                                                          |
| 14-5-1985                                                                | Buenos Aires                                                             | Argentina                                                                | 2 – 0                                                                    | Cile                                                                     | Amichevole                                                               | 1                                                                        |                                                                          |
| 26-5-1985                                                                | San Cristóbal                                                            | Venezuela                                                                | 2 – 3                                                                    | Argentina                                                                | Qual. Mondiali 1986                                                      | 2                                                                        |                                                                          |
| 2-6-1985                                                                 | Bogotà                                                                   | Colombia                                                                 | 1 – 3                                                                    | Argentina                                                                | Qual. Mondiali 1986                                                      | -                                                                        |                                                                          |
| 9-6-1985                                                                 | Buenos Aires                                                             | Argentina                                                                | 3 – 0                                                                    | Venezuela                                                                | Qual. Mondiali 1986                                                      | 1                                                                        |                                                                          |
| 16-6-1985                                                                | Buenos Aires                                                             | Argentina                                                                | 1 – 0                                                                    | Colombia                                                                 | Qual. Mondiali 1986                                                      | -                                                                        |                                                                          |
| 23-6-1985                                                                | Lima                                                                     | Perù                                                                     | 1 – 0                                                                    | Argentina                                                                | Qual. Mondiali 1986                                                      | -                                                                        |                                                                          |
| 30-6-1985                                                                | Buenos Aires                                                             | Argentina                                                                | 2 – 2                                                                    | Perù                                                                     | Qual. Mondiali 1986                                                      | -                                                                        |                                                                          |
| 14-11-1985                                                               | Los Angeles                                                              | Messico                                                                  | 1 – 1                                                                    | Argentina                                                                | Amichevole                                                               | 1                                                                        |                                                                          |
| 17-11-1985                                                               | Puebla                                                                   | Messico                                                                  | 1 – 1                                                                    | Argentina                                                                | Amichevole                                                               | -                                                                        |                                                                          |
| 26-3-1986                                                                | Parigi                                                                   | Francia                                                                  | 2 – 0                                                                    | Argentina                                                                | Amichevole                                                               | -                                                                        |                                                                          |
| 30-4-1986                                                                | Oslo                                                                     | Norvegia                                                                 | 1 – 0                                                                    | Argentina                                                                | Amichevole                                                               | -                                                                        |                                                                          |
| 4-5-1986                                                                 | Tel Aviv                                                                 | Israele                                                                  | 2 – 7                                                                    | Argentina                                                                | Amichevole                                                               | 2                                                                        |                                                                          |
| 2-6-1986                                                                 | Città del Messico                                                        | Argentina                                                                | 3 – 1                                                                    | Corea del Sud                                                            | Mondiali 1986 - 1º turno                                                 | -                                                                        |                                                                          |
| 5-6-1986                                                                 | Puebla                                                                   | Italia                                                                   | 1 – 1                                                                    | Argentina                                                                | Mondiali 1986 - 1º turno                                                 | 1                                                                        |                                                                          |
| 10-6-1986                                                                | Città del Messico                                                        | Argentina                                                                | 2 – 0                                                                    | Bulgaria                                                                 | Mondiali 1986 - 1º turno                                                 | -                                                                        |                                                                          |
| 16-6-1986                                                                | Puebla                                                                   | Argentina                                                                | 1 – 0                                                                    | Uruguay                                                                  | Mondiali 1986 - Ottavi di finale                                         | -                                                                        |                                                                          |
| 22-6-1986                                                                | Città del Messico                                                        | Argentina                                                                | 2 – 1                                                                    | Inghilterra                                                              | Mondiali 1986 - Quarti di finale                                         | 2                                                                        |                                                                          |
| 25-6-1986                                                                | Città del Messico                                                        | Argentina                                                                | 2 – 0                                                                    | Belgio                                                                   | Mondiali 1986 - Semifinale                                               | 2                                                                        |                                                                          |
| 29-6-1986                                                                | Città del Messico                                                        | Argentina                                                                | 3 – 2                                                                    | Germania Ovest                                                           | Mondiali 1986 - Finale                                                   | -                                                                        | 2º titolo mondiale                                                       |
| 10-6-1987                                                                | Zurigo                                                                   | Italia                                                                   | 3 – 1                                                                    | Argentina                                                                | Amichevole                                                               | 1                                                                        |                                                                          |
| 27-6-1987                                                                | Buenos Aires                                                             | Argentina                                                                | 1 – 1                                                                    | Perù                                                                     | Coppa America 1987 - 1º turno                                            | 1                                                                        |                                                                          |
| 2-7-1987                                                                 | Buenos Aires                                                             | Argentina                                                                | 3 – 0                                                                    | Ecuador                                                                  | Coppa America 1987 - 1º turno                                            | 2                                                                        |                                                                          |
| 9-7-1987                                                                 | Buenos Aires                                                             | Argentina                                                                | 0 – 1                                                                    | Uruguay                                                                  | Coppa America 1987 - Semifinale                                          | -                                                                        |                                                                          |
| 11-7-1987                                                                | Buenos Aires                                                             | Argentina                                                                | 1 – 2                                                                    | Colombia                                                                 | Coppa America 1987 - Finale 3º posto                                     | -                                                                        |                                                                          |
| 16-12-1987                                                               | Buenos Aires                                                             | Argentina                                                                | 1 – 0                                                                    | Germania Ovest                                                           | Amichevole                                                               | -                                                                        |                                                                          |
| 31-3-1988                                                                | Berlino                                                                  | Unione Sovietica                                                         | 4 – 2                                                                    | Argentina                                                                | Torneo 4 Nazioni                                                         | 1                                                                        |                                                                          |
| 2-4-1988                                                                 | Berlino                                                                  | Germania Ovest                                                           | 1 – 0                                                                    | Argentina                                                                | Torneo 4 Nazioni                                                         | -                                                                        |                                                                          |
| 12-10-1988                                                               | Siviglia                                                                 | Spagna                                                                   | 1 – 1                                                                    | Argentina                                                                | Amichevole                                                               | -                                                                        | Coppa Hispanidad                                                         |
| 2-7-1989                                                                 | Goiânia                                                                  | Argentina                                                                | 1 – 0                                                                    | Cile                                                                     | Coppa America 1989 - 1º turno                                            | -                                                                        |                                                                          |
| 4-7-1989                                                                 | Goiânia                                                                  | Argentina                                                                | 0 – 0                                                                    | Ecuador                                                                  | Coppa America 1989 - 1º turno                                            | -                                                                        |                                                                          |
| 8-7-1989                                                                 | Goiânia                                                                  | Argentina                                                                | 1 – 0                                                                    | Uruguay                                                                  | Coppa America 1989 - 1º turno                                            | -                                                                        |                                                                          |
| 10-7-1989                                                                | Goiânia                                                                  | Argentina                                                                | 0 – 0                                                                    | Bolivia                                                                  | Coppa America 1989 - 1º turno                                            | -                                                                        |                                                                          |
| 12-7-1989                                                                | Rio de Janeiro                                                           | Argentina                                                                | 0 – 2                                                                    | Brasile                                                                  | Coppa America 1989 - Girone finale                                       | -                                                                        |                                                                          |
| 14-7-1989                                                                | Rio de Janeiro                                                           | Argentina                                                                | 0 – 2                                                                    | Uruguay                                                                  | Coppa America 1989 - Girone finale                                       | -                                                                        |                                                                          |
| 21-12-1989                                                               | Cagliari                                                                 | Italia                                                                   | 0 – 0                                                                    | Argentina                                                                | Amichevole                                                               | -                                                                        |                                                                          |
| 3-5-1990                                                                 | Vienna                                                                   | Austria                                                                  | 1 – 1                                                                    | Argentina                                                                | Amichevole                                                               | -                                                                        |                                                                          |
| 8-5-1990                                                                 | Berna                                                                    | Svizzera                                                                 | 1 – 1                                                                    | Argentina                                                                | Amichevole                                                               | -                                                                        |                                                                          |
| 22-5-1990                                                                | Tel Aviv                                                                 | Israele                                                                  | 1 – 2                                                                    | Argentina                                                                | Amichevole                                                               | 1                                                                        |                                                                          |
| 8-6-1990                                                                 | Milano                                                                   | Argentina                                                                | 0 – 1                                                                    | Camerun                                                                  | Mondiali 1990 - 1º turno                                                 | -                                                                        |                                                                          |
| 13-6-1990                                                                | Napoli                                                                   | Argentina                                                                | 2 – 0                                                                    | Unione Sovietica                                                         | Mondiali 1990 - 1º turno                                                 | -                                                                        |                                                                          |
| 18-6-1990                                                                | Napoli                                                                   | Argentina                                                                | 1 – 1                                                                    | Romania                                                                  | Mondiali 1990 - 1º turno                                                 | -                                                                        |                                                                          |
| 24-6-1990                                                                | Torino                                                                   | Brasile                                                                  | 0 – 1                                                                    | Argentina                                                                | Mondiali 1990 - Ottavi di finale                                         | -                                                                        |                                                                          |
| 30-6-1990                                                                | Firenze                                                                  | Argentina                                                                | 0 – 0 dts (3 – 2 dtr)                                                    | Jugoslavia                                                               | Mondiali 1990 - Quarti di finale                                         | -                                                                        |                                                                          |
| 3-7-1990                                                                 | Napoli                                                                   | Italia                                                                   | 1 – 1 dts (3 – 4 dtr)                                                    | Argentina                                                                | Mondiali 1990 - Semifinale                                               | -                                                                        |                                                                          |
| 8-7-1990                                                                 | Roma                                                                     | Germania Ovest                                                           | 1 – 0                                                                    | Argentina                                                                | Mondiali 1990 - Finale                                                   | -                                                                        |                                                                          |
| 18-2-1993                                                                | Buenos Aires                                                             | Argentina                                                                | 1 – 1                                                                    | Brasile                                                                  | Amichevole                                                               | -                                                                        | 100º anniversario AFA                                                    |
| 24-2-1993                                                                | Mar del Plata                                                            | Argentina                                                                | 1 – 1 (5 – 4 dtr)                                                        | Danimarca                                                                | Coppa Artemio Franchi                                                    | -                                                                        |                                                                          |
| 31-10-1993                                                               | Sydney                                                                   | Australia                                                                | 1 – 1                                                                    | Argentina                                                                | Qual. Mondiali 1994                                                      | -                                                                        |                                                                          |
| 17-11-1993                                                               | Buenos Aires                                                             | Argentina                                                                | 1 – 0                                                                    | Australia                                                                | Qual. Mondiali 1994                                                      | -                                                                        |                                                                          |
| 20-4-1994                                                                | Salta                                                                    | Argentina                                                                | 3 – 1                                                                    | Marocco                                                                  | Amichevole                                                               | 1                                                                        |                                                                          |
| 18-5-1994                                                                | Santiago del Cile                                                        | Cile                                                                     | 3 – 3                                                                    | Argentina                                                                | Amichevole                                                               | -                                                                        |                                                                          |
| 25-5-1994                                                                | Guayaquil                                                                | Ecuador                                                                  | 1 – 0                                                                    | Argentina                                                                | Amichevole                                                               | -                                                                        |                                                                          |
| 31-5-1994                                                                | Tel Aviv                                                                 | Israele                                                                  | 0 – 3                                                                    | Argentina                                                                | Amichevole                                                               | -                                                                        |                                                                          |
| 4-6-1994                                                                 | Zagabria                                                                 | Croazia                                                                  | 0 – 0                                                                    | Argentina                                                                | Amichevole                                                               | -                                                                        |                                                                          |
| 21-6-1994                                                                | Boston                                                                   | Argentina                                                                | 4 – 0                                                                    | Grecia                                                                   | Mondiali 1994 - 1º turno                                                 | 1                                                                        |                                                                          |
| 25-6-1994                                                                | Boston                                                                   | Argentina                                                                | 2 – 1                                                                    | Nigeria                                                                  | Mondiali 1994 - 1º turno                                                 | -                                                                        |                                                                          |
| Totale                                                                   |                                                                          | Presenze (11º posto)                                                     | 91                                                                       |                                                                          | Reti (5º posto)                                                          | 34                                                                       |                                                                          |

| Cronologia completa delle presenze e delle reti in nazionale ― Argentina under 20 | Cronologia completa delle presenze e delle reti in nazionale ― Argentina under 20 | Cronologia completa delle presenze e delle reti in nazionale ― Argentina under 20 | Cronologia completa delle presenze e delle reti in nazionale ― Argentina under 20 | Cronologia completa delle presenze e delle reti in nazionale ― Argentina under 20 | Cronologia completa delle presenze e delle reti in nazionale ― Argentina under 20 | Cronologia completa delle presenze e delle reti in nazionale ― Argentina under 20 | Cronologia completa delle presenze e delle reti in nazionale ― Argentina under 20 |
| Data                                                                              | Città                                                                             | In casa                                                                           | Risultato                                                                         | Ospiti                                                                            | Competizione                                                                      | Reti                                                                              | Note                                                                              |
| --------------------------------------------------------------------------------- | --------------------------------------------------------------------------------- | --------------------------------------------------------------------------------- | --------------------------------------------------------------------------------- | --------------------------------------------------------------------------------- | --------------------------------------------------------------------------------- | --------------------------------------------------------------------------------- | --------------------------------------------------------------------------------- |
| 16-4-1977                                                                         | Valencia                                                                          | Argentina under 20                                                                | 1 – 1                                                                             | Uruguay under 20                                                                  | Sudamericano Under-20 1977                                                        | -                                                                                 |                                                                                   |
| 18-4-1977                                                                         | Valencia                                                                          | Paraguay under 20                                                                 | 2 – 1                                                                             | Argentina under 20                                                                | Sudamericano Under-20 1977                                                        | -                                                                                 |                                                                                   |
| 21-4-1977                                                                         | Valencia                                                                          | Perù under 20                                                                     | 2 – 1                                                                             | Argentina under 20                                                                | Sudamericano Under-20 1977                                                        | -                                                                                 |                                                                                   |
| 13-1-1979                                                                         | Montevideo                                                                        | Argentina under 20                                                                | 4 – 1                                                                             | Perù under 20                                                                     | Sudamericano Under-20 1979                                                        | 1                                                                                 |                                                                                   |
| 18-1-1979                                                                         | Montevideo                                                                        | Argentina under 20                                                                | 5 – 0                                                                             | Ecuador under 20                                                                  | Sudamericano Under-20 1979                                                        | -                                                                                 |                                                                                   |
| 25-1-1979                                                                         | Montevideo                                                                        | Argentina under 20                                                                | 0 – 0                                                                             | Paraguay under 20                                                                 | Sudamericano Under-20 1979                                                        | -                                                                                 |                                                                                   |
| 28-1-1979                                                                         | Montevideo                                                                        | Uruguay under 20                                                                  | 0 – 0                                                                             | Argentina under 20                                                                | Sudamericano Under-20 1979                                                        | -                                                                                 |                                                                                   |
| 31-1-1979                                                                         | Montevideo                                                                        | Argentina under 20                                                                | 1 – 0                                                                             | Brasile under 20                                                                  | Sudamericano Under-20 1979                                                        | -                                                                                 |                                                                                   |
| 18-8-1979                                                                         | -                                                                                 | Messico under 20                                                                  | 1 – 2                                                                             | Argentina under 20                                                                | Amichevole                                                                        | 1                                                                                 |                                                                                   |
| 26-8-1979                                                                         | Omiya                                                                             | Argentina under 20                                                                | 5 – 0                                                                             | Indonesia under 20                                                                | Mondiali Under-20 1979                                                            | 2                                                                                 |                                                                                   |
| 28-8-1979                                                                         | Omiya                                                                             | Jugoslavia under 20                                                               | 0 – 1                                                                             | Argentina under 20                                                                | Mondiali Under-20 1979                                                            | -                                                                                 |                                                                                   |
| 30-8-1979                                                                         | Omiya                                                                             | Polonia under 20                                                                  | 1 – 4                                                                             | Argentina under 20                                                                | Mondiali Under-20 1979                                                            | 1                                                                                 |                                                                                   |
| 2-9-1979                                                                          | Tokyo                                                                             | Argentina under 20                                                                | 5 – 0                                                                             | Algeria under 20                                                                  | Mondiali Under-20 1979                                                            | 1                                                                                 |                                                                                   |
| 4-9-1979                                                                          | Tokyo                                                                             | Argentina under 20                                                                | 2 – 0                                                                             | Uruguay under 20                                                                  | Mondiali Under-20 1979                                                            | 1                                                                                 |                                                                                   |
| 7-9-1979                                                                          | Tokyo                                                                             | Argentina under 20                                                                | 3 – 1                                                                             | Unione Sovietica under 20                                                         | Mondiali Under-20 1979                                                            | 1                                                                                 |                                                                                   |
| Totale                                                                            |                                                                                   | Presenze                                                                          | 15                                                                                |                                                                                   | Reti                                                                              | 8                                                                                 |                                                                                   |

| Cronologia completa delle presenze e delle reti in nazionale (partite non ufficiali) ― Argentina under 20 | Cronologia completa delle presenze e delle reti in nazionale (partite non ufficiali) ― Argentina under 20 | Cronologia completa delle presenze e delle reti in nazionale (partite non ufficiali) ― Argentina under 20 | Cronologia completa delle presenze e delle reti in nazionale (partite non ufficiali) ― Argentina under 20 | Cronologia completa delle presenze e delle reti in nazionale (partite non ufficiali) ― Argentina under 20 | Cronologia completa delle presenze e delle reti in nazionale (partite non ufficiali) ― Argentina under 20 | Cronologia completa delle presenze e delle reti in nazionale (partite non ufficiali) ― Argentina under 20 | Cronologia completa delle presenze e delle reti in nazionale (partite non ufficiali) ― Argentina under 20 |
| Data | Città | In casa                                                                                                   | Risultato                                                                                                 | Ospiti | Competizione                                                                                              | Reti | Note |
| --- | --- | --- | --- | --- | --- | --- | --- |
| 3-4-1977                                                                                                  | - | Chascomús                                                                                                 | 2 – 3 | Argentina under 20                                                                                        | Amichevole                                                                                                | - | |
| 8-4-1977                                                                                                  | - | Cipolletti                                                                                                | 1 – 2 | Argentina under 20                                                                                        | Amichevole                                                                                                | 1 | |
| 3-11-1978                                                                                                 | - | N.Y. Cosmos                                                                                               | 2 – 2 | Argentina under 20                                                                                        | Amichevole                                                                                                | 1 | |
| 5-11-1978                                                                                                 | - | San Rafael                                                                                                | 2 – 1 | Argentina under 20                                                                                        | Amichevole                                                                                                | - | |
| 14-11-1978                                                                                                | - | San José de Mayo                                                                                          | 0 – 4 | Argentina under 20                                                                                        | Amichevole                                                                                                | 2 | |
| 5-12-1978                                                                                                 | - | Pergamino                                                                                                 | 3 – 3 | Argentina under 20                                                                                        | Amichevole                                                                                                | 1 | |
| 8-12-1978                                                                                                 | Córdoba                                                                                                   | Talleres (C)                                                                                              | 2 – 2 | Argentina under 20                                                                                        | Amichevole                                                                                                | - | |
| 25-7-1979                                                                                                 | Tucumán                                                                                                   | Atl. Tucumán                                                                                              | 2 – 1 | Argentina under 20                                                                                        | Amichevole                                                                                                | - | |
| 14-11-1979                                                                                                | Valencia                                                                                                  | Valencia                                                                                                  | - | Argentina under 20                                                                                        | Amichevole                                                                                                | - | |
| Totale | | Presenze                                                                                                  | 9 | | Reti | 5 | |

### Statistiche da allenatore

#### Club
| Stagione        | Squadra           | Campionato      | Campionato | Campionato | Campionato | Campionato | Coppe nazionali | Coppe nazionali | Coppe nazionali | Coppe nazionali | Coppe nazionali | Coppe continentali | Coppe continentali | Coppe continentali | Coppe continentali | Coppe continentali | Altre coppe | Altre coppe | Altre coppe | Altre coppe | Altre coppe | Totale | Totale | Totale | Totale | % Vittorie | Piazzamento |
| Stagione        | Squadra           | Comp            | G          | V          | N          | P          | Comp            | G               | V               | N               | P               | Comp               | G                  | V                  | N                  | P                  | Comp        | G           | V           | N           | P           | G      | V      | N      | P      | %          | Piazzamento |
| --------------- | ----------------- | --------------- | ---------- | ---------- | ---------- | ---------- | --------------- | --------------- | --------------- | --------------- | --------------- | ------------------ | ------------------ | ------------------ | ------------------ | ------------------ | ----------- | ----------- | ----------- | ----------- | ----------- | ------ | ------ | ------ | ------ | ---------- | ----------- |
| 1994-1995       | Textil Mandiyú    | A+C             | 12         | 1          | 5          | 6          | -               | -               | -               | -               | -               | -                  | -                  | -                  | -                  | -                  | -           | -           | -           | -           | -           | 12     | 1      | 5      | 6      | &8,33      | Dimis.      |
| 1995-1996       | Racing Club       | A+C             | 11         | 2          | 3          | 6          | -               | -               | -               | -               | -               | -                  | -                  | -                  | -                  | -                  | -           | -           | -           | -           | -           | 11     | 2      | 3      | 6      | 18,18      | Dimis.      |
| 2011-2012       | Al-Wasl           | UFL             | 22         | 7          | 5          | 10         | EC+CPE          | 11+2            | 6+1             | 0+0             | 5+1             | CCG                | 8                  | 5                  | 1                  | 2                  | -           | -           | -           | -           | -           | 43     | 19     | 6      | 18     | 44,19      | 8º          |
| 2017-2018       | Dibba Al-Fujairah | UD1             | 22         | 11         | 11         | 0          | CPE             | 2               | 0               | 1               | 1               | -                  | -                  | -                  | -                  | -                  | -           | -           | -           | -           | -           | 24     | 11     | 12     | 1      | 45,83      | 3º          |
| 2018-2019       | Dorados           | SD              | 32         | 18         | 8          | 6          | cMX             | 6               | 2               | 1               | 3               | -                  | -                  | -                  | -                  | -                  | -           | -           | -           | -           | -           | 38     | 20     | 9      | 9      | 52,63      | 2º          |
| 2019-2020       | Gimnasia (LP)     | PD              | 18         | 6          | 4          | 8          | CA+CdL          | 1+1             | 1+1             | 0               | 0               | -                  | -                  | -                  | -                  | -                  | -           | -           | -           | -           | -           | 20     | 8      | 4      | 8      | 40,00      | Sub. 19º    |
| Totale carriera | Totale carriera   | Totale carriera | 117        | 45         | 36         | 36         |                 | 23              | 11              | 2               | 10              |                    | 8                  | 5                  | 1                  | 2                  |             | -           | -           | -           | -           | 148    | 61     | 39     | 48     | 41,22      |             |

#### Nazionale
| Squadra   | Naz                  | dal             | al             | Record | Record | Record | Record     | Record | Record | Record | Record |
| G         | V                    | N               | P              | GF     | GS     | DR     | % Vittorie |        |        |        |        |
| --------- | -------------------- | --------------- | -------------- | ------ | ------ | ------ | ---------- | ------ | ------ | ------ | ------ |
| Argentina | Argentina (bandiera) | 28 ottobre 2008 | 29 luglio 2010 | 24     | 18     | 0      | 6          | 47     | 27     | +20    | 75,00  |

#### Nazionale nel dettaglio
| 2008             | Argentina        | Qual. Mondiale   | 4º               | 0  | 0  | 0 | 0 | —     | -  | -  | -   |
| 2009             | Argentina        | Qual. Mondiale   | 4º               | 8  | 4  | 0 | 4 | 50,00 | 10 | 11 | -1  |
| 2010             | Argentina        | Mondiale         | Quarti di finale | 5  | 4  | 0 | 1 | 80,00 | 10 | 6  | +4  |
| Dal 2008 al 2010 | Argentina        | Amichevoli       |                  | 11 | 10 | 0 | 1 | 90,91 | 27 | 8  | +19 |
| Totale Argentina | Totale Argentina | Totale Argentina | Totale Argentina | 24 | 18 | 0 | 6 | 75,00 | 47 | 27 | +20 |

#### Panchine da commissario tecnico della nazionale argentina
| Cronologia completa delle presenze e delle reti in nazionale ― Argentina | Cronologia completa delle presenze e delle reti in nazionale ― Argentina | Cronologia completa delle presenze e delle reti in nazionale ― Argentina | Cronologia completa delle presenze e delle reti in nazionale ― Argentina | Cronologia completa delle presenze e delle reti in nazionale ― Argentina | Cronologia completa delle presenze e delle reti in nazionale ― Argentina | Cronologia completa delle presenze e delle reti in nazionale ― Argentina | Cronologia completa delle presenze e delle reti in nazionale ― Argentina |
| Data                                                                     | Città                                                                    | In casa                                                                  | Risultato                                                                | Ospiti                                                                   | Competizione                                                             | Reti                                                                     | Note                                                                     |
| ------------------------------------------------------------------------ | ------------------------------------------------------------------------ | ------------------------------------------------------------------------ | ------------------------------------------------------------------------ | ------------------------------------------------------------------------ | ------------------------------------------------------------------------ | ------------------------------------------------------------------------ | ------------------------------------------------------------------------ |
| 19-11-2008                                                               | Glasgow                                                                  | Scozia                                                                   | 0 – 1                                                                    | Argentina                                                                | Amichevole                                                               | Maxi Rodríguez                                                           |                                                                          |
| 11-2-2009                                                                | Marsiglia                                                                | Francia                                                                  | 0 – 2                                                                    | Argentina                                                                | Amichevole                                                               | Jonás Gutiérrez Lionel Messi                                             |                                                                          |
| 28-3-2009                                                                | Buenos Aires                                                             | Argentina                                                                | 4 – 0                                                                    | Venezuela                                                                | Qual. Mondiali 2010                                                      | Lionel Messi Carlos Tévez Maxi Rodríguez Sergio Agüero                   |                                                                          |
| 1-4-2009                                                                 | La Paz                                                                   | Bolivia                                                                  | 6 – 1                                                                    | Argentina                                                                | Qual. Mondiali 2010                                                      | Luis González                                                            |                                                                          |
| 20-5-2009                                                                | Santa Fe                                                                 | Argentina                                                                | 3 – 1                                                                    | Panama                                                                   | Amichevole                                                               | Matías Defederico 2 Gonzalo Bergessio                                    |                                                                          |
| 6-6-2009                                                                 | Buenos Aires                                                             | Argentina                                                                | 1 – 0                                                                    | Colombia                                                                 | Qual. Mondiali 2010                                                      | Daniel Díaz                                                              |                                                                          |
| 10-6-2009                                                                | Quito                                                                    | Ecuador                                                                  | 2 – 0                                                                    | Argentina                                                                | Qual. Mondiali 2010                                                      | -                                                                        |                                                                          |
| 12-8-2009                                                                | Mosca                                                                    | Russia                                                                   | 2 – 3                                                                    | Argentina                                                                | Amichevole                                                               | Sergio Agüero Lisandro López Jesús Dátolo                                |                                                                          |
| 5-9-2009                                                                 | Rosario                                                                  | Argentina                                                                | 1 – 3                                                                    | Brasile                                                                  | Qual. Mondiali 2010                                                      | Jesús Dátolo                                                             |                                                                          |
| 9-9-2009                                                                 | Asunción                                                                 | Paraguay                                                                 | 1 – 0                                                                    | Argentina                                                                | Qual. Mondiali 2010                                                      | -                                                                        |                                                                          |
| 30-9-2009                                                                | Córdoba                                                                  | Argentina                                                                | 2 – 0                                                                    | Ghana                                                                    | Amichevole                                                               | 2 Martín Palermo                                                         |                                                                          |
| 10-10-2009                                                               | Buenos Aires                                                             | Argentina                                                                | 2 – 1                                                                    | Perù                                                                     | Qual. Mondiali 2010                                                      | Gonzalo Higuaín Martín Palermo                                           |                                                                          |
| 14-10-2009                                                               | Montevideo                                                               | Uruguay                                                                  | 0 – 1                                                                    | Argentina                                                                | Qual. Mondiali 2010                                                      | Mario Bolatti                                                            |                                                                          |
| 14-11-2009                                                               | Madrid                                                                   | Spagna                                                                   | 2 – 1                                                                    | Argentina                                                                | Amichevole                                                               | Lionel Messi                                                             |                                                                          |
| 26-1-2010                                                                | San Juan                                                                 | Argentina                                                                | 3 – 2                                                                    | Costa Rica                                                               | Amichevole                                                               | José Ernesto Sosa Guillermo Burdisso Franco Jara                         |                                                                          |
| 10-2-2010                                                                | Mar del Plata                                                            | Argentina                                                                | 2 – 1                                                                    | Giamaica                                                                 | Amichevole                                                               | Martín Palermo Ignacio Canuto                                            |                                                                          |
| 3-3-2010                                                                 | Monaco di Baviera                                                        | Germania                                                                 | 0 – 1                                                                    | Argentina                                                                | Amichevole                                                               | Gonzalo Higuaín                                                          |                                                                          |
| 5-5-2010                                                                 | Cutral-Co                                                                | Argentina                                                                | 4 – 0                                                                    | Haiti                                                                    | Amichevole                                                               | 2 Facundo Bertoglio Martín Palermo Sebastián Blanco                      |                                                                          |
| 24-5-2010                                                                | Buenos Aires                                                             | Argentina                                                                | 5 – 0                                                                    | Canada                                                                   | Amichevole                                                               | 2 Maxi Rodríguez Ángel Di María Carlos Tévez Sergio Agüero               |                                                                          |
| 12-6-2010                                                                | Johannesburg                                                             | Argentina                                                                | 1 – 0                                                                    | Nigeria                                                                  | Mondiali 2010 - 1º turno                                                 | Gabriel Heinze                                                           |                                                                          |
| 17-6-2010                                                                | Johannesburg                                                             | Argentina                                                                | 4 – 1                                                                    | Corea del Sud                                                            | Mondiali 2010 - 1º turno                                                 | autorete 3 Gonzalo Higuaín                                               |                                                                          |
| 22-6-2010                                                                | Polokwane                                                                | Grecia                                                                   | 0 – 2                                                                    | Argentina                                                                | Mondiali 2010 - 1º turno                                                 | Martín Demichelis Martín Palermo                                         |                                                                          |
| 27-6-2010                                                                | Johannesburg                                                             | Argentina                                                                | 3 – 1                                                                    | Messico                                                                  | Mondiali 2010 - Ottavi di finale                                         | 2 Carlos Tévez Gonzalo Higuaín                                           |                                                                          |
| 3-7-2010                                                                 | Città del Capo                                                           | Argentina                                                                | 0 – 4                                                                    | Germania                                                                 | Mondiali 2010 - Quarti di finale                                         | -                                                                        |                                                                          |
| Totale                                                                   |                                                                          | Presenze                                                                 | 24                                                                       |                                                                          | Reti                                                                     | 47                                                                       |                                                                          |

## Opere
- Io sono el Diego, Roma, Fandango libri, 2002. ISBN 88-87517-31-2.
- La mano di Dio. Messico '86. Storia della mia vittoria più grande, con Daniel Arcucci, Milano, Mondadori, 2016. ISBN 978-88-04-66327-0.

## Palmarès

### Club

#### Competizioni nazionali
- Campionato argentino: 1

Boca Juniors: Metropolitano 1981
- Coppa di Spagna: 1

Barcellona: 1983
- Coppa della Liga: 1

Barcellona: 1983
- Supercoppa di Spagna: 1

Barcellona: 1983
- Campionato italiano: 2

Napoli: 1986-1987, 1989-1990
- Coppa Italia: 1

Napoli: 1986-1987
- Supercoppa italiana: 1

Napoli: 1990

#### Competizioni internazionali
- Coppa UEFA: 1

Napoli: 1988-1989

### Nazionale
- Campionato mondiale Under-20: 1

Giappone 1979
- Campionato mondiale: 1

Messico 1986
- Coppa Artemio Franchi: 1

Argentina 1993

### Individuale
- Capocannoniere del Campionato Metropolitano: 3

1978 (22 gol), 1979 (14 gol), 1980 (25 gol)
- Capocannoniere del Campionato Nacional: 2

1979 (12 gol), 1980 (18 gol)
- Calciatore sudamericano dell'anno: 2

1979, 1980
- Calciatore sudamericano dell'anno secondo il Centro dei Giornalisti Accreditati dalla AFA (CEPA): 3

1979, 1980, 1981
- Pallone d'oro del Mondiale Under-20: 1

Giappone 1979
- Olimpia de Plata al miglior calciatore argentino dell'anno: 4

1979, 1980, 1981, 1986
- Olimpia de Oro al Miglior Sportivo argentino dell'anno - 1979, 1986
- Miglior calciatore sudamericano dell'anno per la rivista El Mundo, di Caracas: 6

1979, 1980, 1986, 1989, 1990, 1992
- Miglior calciatore sudamericano dell'anno per la rivista "El Grafico": 2

1980, 1981
- Guerin d'oro: 1

1984-85
- Miglior calciatore dell'anno secondo la rivista italiana Guerin Sportivo: 2

1979, 1986
- Pallone d'Oro al Mondiale: 1

1986
- Calciatore dell'anno per la rivista World Soccer: 1

1986
- Onze d'or al miglior calciatore in Europa, secondo la rivista francese Onze Mondial: 2

1986, 1987
- Onze de bronze al terzo miglior calciatore in Europa, secondo la rivista francese Onze Mondial: 2

1985, 1988
- Capocannoniere della Serie A: 1

1987-1988 (15 gol)
- Capocannoniere della Coppa Italia: 1

1987-1988 (6 gol)
- Pallone di Bronzo al Mondiale: 1

1990
- Eletto "miglior calciatore argentino di tutti i tempi" dalla AFA: 1

1993
- Pallone d'oro alla carriera: 1

1995
- Olimpia de Platino al miglior sportivo argentino del secolo
- FIFA Player of the Century come miglior calciatore del XX secolo attraverso un sondaggio ufficiale aperto dalla FIFA via web a livello mondiale:

2000
- Calciatori del XX secolo IFFHS:

2000
- Inserito nelle "Leggende del calcio" del Golden Foot (2003)
- Hall of Fame del calcio italiano come giocatore straniero (2014)
- Inserito nel Dream Team del Pallone d'oro (2020)

### Videografia
- Federico Buffa, Storie di Campioni - Buffa Racconta: Diego Armando Maradona, Sky Sport, 2012.
- Federico Ferri e Federico Buffa, Storie Mondiali: Diegooooooooo! (1986), Sky Sport, 2014.
- Matteo Marani, Storie di Matteo Marani: 1984, ho visto Maradona, Sky Sport, 2019.

### Filmografia
- Tifosi, regia di Neri Parenti (1999)
- Maradona di Kusturica, regia di Emir Kusturica (2008)
- Maradona, La mano de dios, regia di Marco Risi (2007)
- Amando a Maradona, regia di Javier Vazquez (2005)
- Diego Maradona, regia di Asif Kapadia (2019)
- Maradona: sogno benedetto, regia di Alejandro Aimetta, Edoardo De Angelis, Roger Gual (2021)

### Speciali
- RAI, Sfide: Speciale Maradona, RAI 3, 27 dicembre 2004.
- La Gazzetta dello Sport, I Miti del Calcio - Maradona, DVD, 26 aprile 2005.
- La Gazzetta dello Sport, Non sarò mai un uomo comune - di Gianni Minà, DVD, 26 aprile 2005.
- La Gazzetta dello Sport, Non sarò mai un uomo comune - di Gianni Minà, DVD, 17 ottobre 2013.